# Liste des planètes mineures non numérotées découvertes en octobre 2020
Pour un article plus général, voir Liste des planètes mineures non numérotées découvertes en 2020.
Pour un article plus général, voir Liste des planètes mineures.
Cet article dresse la liste des planètes mineures (astéroïdes, centaures, objets transneptuniens et assimilés) non numérotées découvertes en octobre 2020 dans l'ordre de leur découverte.
Au 15 janvier 2025, 661 077 des 1 434 993 planètes mineures répertoriées par le Centre des planètes mineures ne sont pas encore numérotées, soit 46,07 %.

## Rappel concernant la désignation provisoire
La désignation provisoire indique l'ordre de découverte de ces objets. En effet, cette désignation est composée de l'année de découverte (par exemple 2020) suivie de la quinzaine (demi-mois) de découverte (p.e. A = 1-15 janvier) puis de l'ordre de découverte dans cette quinzaine. Cet ordre est indiqué par une lettre et éventuellement un chiffre comme suit : A pour la première découverte, B pour la deuxième, ..., Z pour la 25e (le I n'est pas utilisé pour éviter la confusion avec 1), A1 pour la 26e, B1 pour la 27e, etc. , Z1 pour la 50e, A2 pour la 51e, B2 pour la 52e, etc. L'ordre de la numérotation ne suit donc pas l'ordre alphanumérique. 2020 AA1 suit ainsi 2020 AZ et précède 2020 AB1.

## Listes

### Du1erau 15 octobre 2020
- 2020 TA
- 2020 TB
- 2020 TC
- 2020 TD
- 2020 TE
- 2020 TF
- 2020 TG
- 2020 TH
- 2020 TJ
- 2020 TK
- 2020 TL
- 2020 TM
- 2020 TN
- 2020 TO
- 2020 TP
- 2020 TQ
- 2020 TR
- 2020 TS
- 2020 TT
- 2020 TU
- 2020 TV
- 2020 TW
- 2020 TX
- 2020 TY
- 2020 TZ
- 2020 TA1
- 2020 TB1
- 2020 TC1
- 2020 TD1
- 2020 TE1
- 2020 TF1
- 2020 TG1
- 2020 TH1
- 2020 TJ1
- 2020 TK1
- 2020 TL1
- 2020 TM1
- 2020 TN1
- 2020 TO1
- 2020 TP1
- 2020 TQ1
- 2020 TR1
- 2020 TS1
- 2020 TT1
- 2020 TU1
- 2020 TV1
- 2020 TW1
- 2020 TX1
- 2020 TY1
- 2020 TZ1
- 2020 TA2
- 2020 TB2
- 2020 TC2
- 2020 TD2
- 2020 TE2
- 2020 TG2
- 2020 TH2
- 2020 TJ2
- 2020 TK2
- 2020 TL2
- 2020 TM2
- 2020 TO2
- 2020 TP2
- 2020 TQ2
- 2020 TR2
- 2020 TS2
- 2020 TT2
- 2020 TU2
- 2020 TV2
- 2020 TW2
- 2020 TX2
- 2020 TY2
- 2020 TZ2
- 2020 TA3
- 2020 TB3
- 2020 TC3
- 2020 TD3
- 2020 TE3
- 2020 TF3
- 2020 TG3
- 2020 TH3
- 2020 TJ3
- 2020 TK3
- 2020 TL3
- 2020 TM3
- 2020 TN3
- 2020 TO3
- 2020 TP3
- 2020 TQ3
- 2020 TR3
- 2020 TS3
- 2020 TT3
- 2020 TU3
- 2020 TV3
- 2020 TW3
- 2020 TX3
- 2020 TY3
- 2020 TZ3
- 2020 TA4
- 2020 TB4
- 2020 TC4
- 2020 TD4
- 2020 TE4
- 2020 TF4
- 2020 TG4
- 2020 TH4
- 2020 TJ4
- 2020 TK4
- 2020 TL4
- 2020 TM4
- 2020 TN4
- 2020 TO4
- 2020 TP4
- 2020 TQ4
- 2020 TR4
- 2020 TS4
- 2020 TT4
- 2020 TU4
- 2020 TV4
- 2020 TW4
- 2020 TX4
- 2020 TY4
- 2020 TZ4
- 2020 TA5
- 2020 TB5
- 2020 TC5
- 2020 TD5
- 2020 TE5
- 2020 TF5
- 2020 TG5
- 2020 TJ5
- 2020 TK5
- 2020 TL5
- 2020 TM5
- 2020 TN5
- 2020 TO5
- 2020 TP5
- 2020 TQ5
- 2020 TR5
- 2020 TS5
- 2020 TT5
- 2020 TU5
- 2020 TV5
- 2020 TW5
- 2020 TX5
- 2020 TY5
- 2020 TZ5
- 2020 TA6
- 2020 TB6
- 2020 TC6
- 2020 TD6
- 2020 TE6
- 2020 TF6
- 2020 TG6
- 2020 TH6
- 2020 TJ6
- 2020 TK6
- 2020 TL6
- 2020 TM6
- 2020 TN6
- 2020 TO6
- 2020 TP6
- 2020 TQ6
- 2020 TR6
- 2020 TS6
- 2020 TT6
- 2020 TU6
- 2020 TV6
- 2020 TW6
- 2020 TX6
- 2020 TY6
- 2020 TZ6
- 2020 TA7
- 2020 TC7
- 2020 TD7
- 2020 TE7
- 2020 TF7
- 2020 TG7
- 2020 TH7
- 2020 TJ7
- 2020 TK7
- 2020 TM7
- 2020 TN7
- 2020 TP7
- 2020 TQ7
- 2020 TR7
- 2020 TS7
- 2020 TT7
- 2020 TU7
- 2020 TV7
- 2020 TX7
- 2020 TY7
- 2020 TZ7
- 2020 TA8
- 2020 TB8
- 2020 TC8
- 2020 TD8
- 2020 TE8
- 2020 TF8
- 2020 TG8
- 2020 TH8
- 2020 TJ8
- 2020 TK8
- 2020 TL8
- 2020 TM8
- 2020 TN8
- 2020 TO8
- 2020 TP8
- 2020 TQ8
- 2020 TR8
- 2020 TS8
- 2020 TU8
- 2020 TV8
- 2020 TW8
- 2020 TX8
- 2020 TY8
- 2020 TZ8
- 2020 TA9
- 2020 TB9
- 2020 TC9
- 2020 TD9
- 2020 TE9
- 2020 TF9
- 2020 TG9
- 2020 TH9
- 2020 TJ9
- 2020 TK9
- 2020 TM9
- 2020 TN9
- 2020 TR9
- 2020 TT9
- 2020 TU9
- 2020 TW9
- 2020 TX9
- 2020 TY9
- 2020 TZ9
- 2020 TA10
- 2020 TB10
- 2020 TF10
- 2020 TJ10
- 2020 TK10
- 2020 TL10
- 2020 TM10
- 2020 TN10
- 2020 TO10
- 2020 TP10
- 2020 TQ10
- 2020 TR10
- 2020 TS10
- 2020 TU10
- 2020 TW10
- 2020 TX10
- 2020 TY10
- 2020 TZ10
- 2020 TA11
- 2020 TB11
- 2020 TC11
- 2020 TD11
- 2020 TF11
- 2020 TH11
- 2020 TK11
- 2020 TM11
- 2020 TR11
- 2020 TU11
- 2020 TV11
- 2020 TW11
- 2020 TZ11
- 2020 TA12
- 2020 TB12
- 2020 TE12
- 2020 TG12
- 2020 TH12
- 2020 TJ12
- 2020 TK12
- 2020 TL12
- 2020 TM12
- 2020 TO12
- 2020 TQ12
- 2020 TR12
- 2020 TT12
- 2020 TU12
- 2020 TV12
- 2020 TW12
- 2020 TX12
- 2020 TY12
- 2020 TZ12
- 2020 TA13
- 2020 TB13
- 2020 TC13
- 2020 TD13
- 2020 TE13
- 2020 TF13
- 2020 TG13
- 2020 TH13
- 2020 TK13
- 2020 TL13
- 2020 TN13
- 2020 TO13
- 2020 TP13
- 2020 TQ13
- 2020 TR13
- 2020 TT13
- 2020 TV13
- 2020 TZ13
- 2020 TA14
- 2020 TC14
- 2020 TE14
- 2020 TF14
- 2020 TG14
- 2020 TH14
- 2020 TJ14
- 2020 TL14
- 2020 TM14
- 2020 TP14
- 2020 TQ14
- 2020 TR14
- 2020 TS14
- 2020 TT14
- 2020 TX14
- 2020 TY14
- 2020 TA15
- 2020 TB15
- 2020 TC15
- 2020 TD15
- 2020 TE15
- 2020 TF15
- 2020 TG15
- 2020 TK15
- 2020 TL15
- 2020 TM15
- 2020 TN15
- 2020 TP15
- 2020 TQ15
- 2020 TR15
- 2020 TW15
- 2020 TX15
- 2020 TZ15
- 2020 TA16
- 2020 TB16
- 2020 TC16
- 2020 TD16
- 2020 TE16
- 2020 TG16
- 2020 TJ16
- 2020 TL16
- 2020 TM16
- 2020 TN16
- 2020 TP16
- 2020 TR16
- 2020 TS16
- 2020 TT16
- 2020 TW16
- 2020 TX16
- 2020 TZ16
- 2020 TB17
- 2020 TC17
- 2020 TD17
- 2020 TE17
- 2020 TF17
- 2020 TK17
- 2020 TM17
- 2020 TN17
- 2020 TO17
- 2020 TP17
- 2020 TR17
- 2020 TS17
- 2020 TT17
- 2020 TW17
- 2020 TX17
- 2020 TZ17
- 2020 TA18
- 2020 TC18
- 2020 TD18
- 2020 TE18
- 2020 TG18
- 2020 TJ18
- 2020 TK18
- 2020 TL18
- 2020 TM18
- 2020 TP18
- 2020 TR18
- 2020 TS18
- 2020 TV18
- 2020 TY18
- 2020 TZ18
- 2020 TA19
- 2020 TD19
- 2020 TE19
- 2020 TF19
- 2020 TH19
- 2020 TL19
- 2020 TM19
- 2020 TN19
- 2020 TO19
- 2020 TQ19
- 2020 TR19
- 2020 TT19
- 2020 TU19
- 2020 TW19
- 2020 TX19
- 2020 TY19
- 2020 TZ19
- 2020 TA20
- 2020 TB20
- 2020 TD20
- 2020 TF20
- 2020 TG20
- 2020 TJ20
- 2020 TK20
- 2020 TL20
- 2020 TM20
- 2020 TP20
- 2020 TQ20
- 2020 TT20
- 2020 TU20
- 2020 TW20
- 2020 TY20
- 2020 TZ20
- 2020 TA21
- 2020 TC21
- 2020 TE21
- 2020 TG21
- 2020 TH21
- 2020 TJ21
- 2020 TK21
- 2020 TM21
- 2020 TP21
- 2020 TQ21
- 2020 TS21
- 2020 TT21
- 2020 TV21
- 2020 TX21
- 2020 TZ21
- 2020 TA22
- 2020 TB22
- 2020 TC22
- 2020 TD22
- 2020 TE22
- 2020 TF22
- 2020 TG22
- 2020 TJ22
- 2020 TK22
- 2020 TM22
- 2020 TN22
- 2020 TO22
- 2020 TQ22
- 2020 TR22
- 2020 TS22
- 2020 TW22
- 2020 TX22
- 2020 TY22
- 2020 TZ22
- 2020 TA23
- 2020 TB23
- 2020 TC23
- 2020 TD23
- 2020 TE23
- 2020 TF23
- 2020 TH23
- 2020 TJ23
- 2020 TK23
- 2020 TL23
- 2020 TN23
- 2020 TO23
- 2020 TP23
- 2020 TT23
- 2020 TV23
- 2020 TW23
- 2020 TX23
- 2020 TA24
- 2020 TC24
- 2020 TD24
- 2020 TE24
- 2020 TF24
- 2020 TG24
- 2020 TH24
- 2020 TJ24
- 2020 TK24
- 2020 TL24
- 2020 TM24
- 2020 TO24
- 2020 TP24
- 2020 TQ24
- 2020 TT24
- 2020 TU24
- 2020 TV24
- 2020 TW24
- 2020 TX24
- 2020 TY24
- 2020 TA25
- 2020 TB25
- 2020 TD25
- 2020 TE25
- 2020 TF25
- 2020 TG25
- 2020 TJ25
- 2020 TK25
- 2020 TL25
- 2020 TN25
- 2020 TO25
- 2020 TP25
- 2020 TR25
- 2020 TS25
- 2020 TT25
- 2020 TV25
- 2020 TW25
- 2020 TX25
- 2020 TY25
- 2020 TZ25
- 2020 TA26
- 2020 TC26
- 2020 TD26
- 2020 TE26
- 2020 TF26
- 2020 TG26
- 2020 TH26
- 2020 TJ26
- 2020 TL26
- 2020 TM26
- 2020 TO26
- 2020 TP26
- 2020 TR26
- 2020 TS26
- 2020 TU26
- 2020 TV26
- 2020 TW26
- 2020 TX26
- 2020 TY26
- 2020 TA27
- 2020 TB27
- 2020 TC27
- 2020 TD27
- 2020 TE27
- 2020 TF27
- 2020 TG27
- 2020 TJ27
- 2020 TK27
- 2020 TL27
- 2020 TM27
- 2020 TN27
- 2020 TP27
- 2020 TQ27
- 2020 TR27
- 2020 TS27
- 2020 TT27
- 2020 TU27
- 2020 TW27
- 2020 TY27
- 2020 TZ27
- 2020 TA28
- 2020 TB28
- 2020 TC28
- 2020 TE28
- 2020 TF28
- 2020 TG28
- 2020 TH28
- 2020 TJ28
- 2020 TK28
- 2020 TL28
- 2020 TM28
- 2020 TN28
- 2020 TO28
- 2020 TP28
- 2020 TR28
- 2020 TS28
- 2020 TT28
- 2020 TU28
- 2020 TV28
- 2020 TW28
- 2020 TX28
- 2020 TY28
- 2020 TZ28
- 2020 TA29
- 2020 TB29
- 2020 TC29
- 2020 TD29
- 2020 TE29
- 2020 TF29
- 2020 TH29
- 2020 TJ29
- 2020 TK29
- 2020 TL29
- 2020 TM29
- 2020 TN29
- 2020 TO29
- 2020 TP29
- 2020 TQ29
- 2020 TR29
- 2020 TS29
- 2020 TT29
- 2020 TU29
- 2020 TV29
- 2020 TW29
- 2020 TX29
- 2020 TY29
- 2020 TZ29
- 2020 TA30
- 2020 TB30
- 2020 TC30
- 2020 TD30
- 2020 TE30
- 2020 TF30
- 2020 TH30
- 2020 TJ30
- 2020 TK30
- 2020 TL30
- 2020 TM30
- 2020 TN30
- 2020 TO30
- 2020 TP30
- 2020 TQ30
- 2020 TR30
- 2020 TT30
- 2020 TV30
- 2020 TW30
- 2020 TX30
- 2020 TY30
- 2020 TZ30
- 2020 TA31
- 2020 TB31
- 2020 TC31
- 2020 TD31
- 2020 TE31
- 2020 TF31
- 2020 TH31
- 2020 TJ31
- 2020 TK31
- 2020 TL31
- 2020 TM31
- 2020 TN31
- 2020 TO31
- 2020 TQ31
- 2020 TR31
- 2020 TS31
- 2020 TT31
- 2020 TU31
- 2020 TV31
- 2020 TW31
- 2020 TX31
- 2020 TY31
- 2020 TZ31
- 2020 TA32
- 2020 TB32
- 2020 TC32
- 2020 TD32
- 2020 TE32
- 2020 TF32
- 2020 TH32
- 2020 TJ32
- 2020 TK32
- 2020 TL32
- 2020 TM32
- 2020 TN32
- 2020 TO32
- 2020 TP32
- 2020 TQ32
- 2020 TR32
- 2020 TS32
- 2020 TT32
- 2020 TU32
- 2020 TV32
- 2020 TX32
- 2020 TY32
- 2020 TZ32
- 2020 TA33
- 2020 TB33
- 2020 TC33
- 2020 TD33
- 2020 TE33
- 2020 TF33
- 2020 TG33
- 2020 TH33
- 2020 TJ33
- 2020 TK33
- 2020 TL33
- 2020 TM33
- 2020 TN33
- 2020 TO33
- 2020 TQ33
- 2020 TR33
- 2020 TS33
- 2020 TT33
- 2020 TU33
- 2020 TV33
- 2020 TW33
- 2020 TX33
- 2020 TY33
- 2020 TZ33
- 2020 TA34
- 2020 TB34
- 2020 TC34
- 2020 TD34
- 2020 TE34
- 2020 TF34
- 2020 TG34
- 2020 TH34
- 2020 TJ34
- 2020 TK34
- 2020 TL34
- 2020 TM34
- 2020 TN34
- 2020 TO34
- 2020 TP34
- 2020 TQ34
- 2020 TR34
- 2020 TS34
- 2020 TT34
- 2020 TU34
- 2020 TV34
- 2020 TW34
- 2020 TX34
- 2020 TY34
- 2020 TZ34
- 2020 TA35
- 2020 TB35
- 2020 TC35
- 2020 TD35
- 2020 TE35
- 2020 TF35
- 2020 TG35
- 2020 TH35
- 2020 TJ35
- 2020 TK35
- 2020 TL35
- 2020 TM35
- 2020 TN35
- 2020 TO35
- 2020 TP35
- 2020 TQ35
- 2020 TR35
- 2020 TS35
- 2020 TT35
- 2020 TU35
- 2020 TV35
- 2020 TW35
- 2020 TX35
- 2020 TY35
- 2020 TZ35
- 2020 TA36
- 2020 TB36
- 2020 TC36
- 2020 TD36
- 2020 TE36
- 2020 TF36
- 2020 TG36
- 2020 TH36
- 2020 TJ36
- 2020 TK36
- 2020 TL36
- 2020 TM36
- 2020 TN36
- 2020 TO36
- 2020 TP36
- 2020 TQ36
- 2020 TR36
- 2020 TS36
- 2020 TT36
- 2020 TU36
- 2020 TV36
- 2020 TW36
- 2020 TX36
- 2020 TY36
- 2020 TZ36
- 2020 TA37
- 2020 TB37
- 2020 TC37
- 2020 TD37
- 2020 TE37
- 2020 TF37
- 2020 TG37
- 2020 TH37
- 2020 TJ37
- 2020 TK37
- 2020 TL37
- 2020 TM37
- 2020 TN37
- 2020 TO37
- 2020 TP37
- 2020 TQ37
- 2020 TR37
- 2020 TS37
- 2020 TT37
- 2020 TU37
- 2020 TV37
- 2020 TW37
- 2020 TX37
- 2020 TY37
- 2020 TZ37
- 2020 TA38
- 2020 TB38
- 2020 TC38
- 2020 TD38
- 2020 TE38
- 2020 TF38
- 2020 TG38
- 2020 TH38
- 2020 TJ38
- 2020 TK38
- 2020 TL38
- 2020 TM38
- 2020 TN38
- 2020 TO38
- 2020 TP38
- 2020 TQ38
- 2020 TR38
- 2020 TS38
- 2020 TT38
- 2020 TU38
- 2020 TV38
- 2020 TW38
- 2020 TX38
- 2020 TY38
- 2020 TA39
- 2020 TB39
- 2020 TC39
- 2020 TD39
- 2020 TE39
- 2020 TF39
- 2020 TG39
- 2020 TH39
- 2020 TJ39
- 2020 TK39
- 2020 TL39
- 2020 TN39
- 2020 TO39
- 2020 TP39
- 2020 TQ39
- 2020 TR39
- 2020 TS39
- 2020 TT39
- 2020 TU39
- 2020 TV39
- 2020 TW39
- 2020 TX39
- 2020 TY39
- 2020 TZ39
- 2020 TA40
- 2020 TB40
- 2020 TC40
- 2020 TD40
- 2020 TE40
- 2020 TF40
- 2020 TG40
- 2020 TJ40
- 2020 TK40
- 2020 TL40
- 2020 TN40
- 2020 TO40
- 2020 TP40
- 2020 TQ40
- 2020 TR40
- 2020 TT40
- 2020 TU40
- 2020 TV40
- 2020 TW40
- 2020 TX40
- 2020 TY40
- 2020 TZ40
- 2020 TA41
- 2020 TB41
- 2020 TC41
- 2020 TD41
- 2020 TE41
- 2020 TF41
- 2020 TG41
- 2020 TH41
- 2020 TJ41
- 2020 TK41
- 2020 TL41
- 2020 TM41
- 2020 TN41
- 2020 TO41
- 2020 TP41
- 2020 TQ41
- 2020 TR41
- 2020 TS41
- 2020 TU41
- 2020 TV41
- 2020 TW41
- 2020 TX41
- 2020 TY41
- 2020 TA42
- 2020 TB42
- 2020 TC42
- 2020 TD42
- 2020 TE42
- 2020 TF42
- 2020 TG42
- 2020 TH42
- 2020 TJ42
- 2020 TK42
- 2020 TL42
- 2020 TN42
- 2020 TO42
- 2020 TP42
- 2020 TQ42
- 2020 TR42
- 2020 TS42
- 2020 TT42
- 2020 TU42
- 2020 TV42
- 2020 TW42
- 2020 TX42
- 2020 TY42
- 2020 TZ42
- 2020 TA43
- 2020 TB43
- 2020 TD43
- 2020 TE43
- 2020 TF43
- 2020 TG43
- 2020 TH43
- 2020 TK43
- 2020 TL43
- 2020 TM43
- 2020 TN43
- 2020 TP43
- 2020 TQ43
- 2020 TR43
- 2020 TS43
- 2020 TT43
- 2020 TU43
- 2020 TV43
- 2020 TW43
- 2020 TX43
- 2020 TY43
- 2020 TZ43
- 2020 TA44
- 2020 TB44
- 2020 TC44
- 2020 TD44
- 2020 TE44
- 2020 TF44
- 2020 TG44
- 2020 TH44
- 2020 TJ44
- 2020 TK44
- 2020 TL44
- 2020 TM44
- 2020 TN44
- 2020 TO44
- 2020 TP44
- 2020 TR44
- 2020 TS44
- 2020 TT44
- 2020 TU44
- 2020 TV44
- 2020 TW44
- 2020 TX44
- 2020 TY44
- 2020 TZ44
- 2020 TA45
- 2020 TB45
- 2020 TC45
- 2020 TD45
- 2020 TE45
- 2020 TF45
- 2020 TH45
- 2020 TJ45
- 2020 TK45
- 2020 TL45
- 2020 TM45
- 2020 TN45
- 2020 TO45
- 2020 TP45
- 2020 TQ45
- 2020 TR45
- 2020 TS45
- 2020 TT45
- 2020 TU45
- 2020 TV45
- 2020 TX45
- 2020 TY45
- 2020 TZ45
- 2020 TA46
- 2020 TB46
- 2020 TC46
- 2020 TD46
- 2020 TE46
- 2020 TF46
- 2020 TG46
- 2020 TH46
- 2020 TJ46
- 2020 TK46
- 2020 TL46
- 2020 TM46
- 2020 TN46
- 2020 TO46
- 2020 TP46
- 2020 TQ46
- 2020 TR46
- 2020 TS46
- 2020 TT46
- 2020 TU46
- 2020 TV46
- 2020 TW46
- 2020 TX46
- 2020 TY46
- 2020 TZ46
- 2020 TA47
- 2020 TB47
- 2020 TC47
- 2020 TD47
- 2020 TE47
- 2020 TF47
- 2020 TG47
- 2020 TH47
- 2020 TJ47
- 2020 TK47
- 2020 TL47
- 2020 TM47
- 2020 TN47
- 2020 TO47
- 2020 TP47
- 2020 TQ47
- 2020 TR47
- 2020 TS47
- 2020 TT47
- 2020 TU47
- 2020 TV47
- 2020 TW47
- 2020 TX47
- 2020 TZ47
- 2020 TA48
- 2020 TB48
- 2020 TC48
- 2020 TD48
- 2020 TE48
- 2020 TF48
- 2020 TG48
- 2020 TH48
- 2020 TJ48
- 2020 TK48
- 2020 TL48
- 2020 TM48
- 2020 TN48
- 2020 TO48
- 2020 TP48
- 2020 TQ48
- 2020 TR48
- 2020 TS48
- 2020 TT48
- 2020 TU48
- 2020 TV48
- 2020 TW48
- 2020 TX48
- 2020 TY48
- 2020 TZ48
- 2020 TA49
- 2020 TB49
- 2020 TC49
- 2020 TD49
- 2020 TE49
- 2020 TF49
- 2020 TG49
- 2020 TH49
- 2020 TJ49
- 2020 TK49
- 2020 TL49
- 2020 TM49
- 2020 TN49
- 2020 TO49
- 2020 TP49
- 2020 TQ49
- 2020 TS49
- 2020 TT49
- 2020 TU49
- 2020 TV49
- 2020 TW49
- 2020 TX49
- 2020 TY49
- 2020 TZ49
- 2020 TA50
- 2020 TB50
- 2020 TC50
- 2020 TD50
- 2020 TF50
- 2020 TG50
- 2020 TH50
- 2020 TJ50
- 2020 TL50
- 2020 TM50
- 2020 TN50
- 2020 TO50
- 2020 TQ50
- 2020 TR50
- 2020 TS50
- 2020 TU50
- 2020 TV50
- 2020 TW50
- 2020 TX50
- 2020 TY50
- 2020 TZ50
- 2020 TA51
- 2020 TB51
- 2020 TC51
- 2020 TD51
- 2020 TE51
- 2020 TF51
- 2020 TG51
- 2020 TH51
- 2020 TJ51
- 2020 TK51
- 2020 TL51
- 2020 TM51
- 2020 TN51
- 2020 TO51
- 2020 TP51
- 2020 TQ51
- 2020 TR51
- 2020 TS51
- 2020 TT51
- 2020 TU51
- 2020 TW51
- 2020 TX51
- 2020 TY51
- 2020 TZ51
- 2020 TA52
- 2020 TB52
- 2020 TC52
- 2020 TD52
- 2020 TE52
- 2020 TF52
- 2020 TG52
- 2020 TH52
- 2020 TJ52
- 2020 TK52
- 2020 TL52
- 2020 TM52
- 2020 TN52
- 2020 TO52
- 2020 TP52
- 2020 TQ52
- 2020 TR52
- 2020 TS52
- 2020 TT52
- 2020 TU52
- 2020 TV52
- 2020 TW52
- 2020 TX52
- 2020 TY52
- 2020 TZ52
- 2020 TA53
- 2020 TB53
- 2020 TC53
- 2020 TD53
- 2020 TE53
- 2020 TF53
- 2020 TG53
- 2020 TH53
- 2020 TJ53
- 2020 TK53
- 2020 TL53
- 2020 TM53
- 2020 TN53
- 2020 TO53
- 2020 TP53
- 2020 TQ53
- 2020 TR53
- 2020 TS53
- 2020 TT53
- 2020 TU53
- 2020 TV53
- 2020 TW53
- 2020 TX53
- 2020 TY53
- 2020 TZ53
- 2020 TA54
- 2020 TB54
- 2020 TC54
- 2020 TD54
- 2020 TE54
- 2020 TF54
- 2020 TG54
- 2020 TH54
- 2020 TJ54
- 2020 TK54
- 2020 TL54
- 2020 TM54
- 2020 TN54
- 2020 TO54
- 2020 TP54
- 2020 TQ54
- 2020 TR54
- 2020 TS54
- 2020 TT54
- 2020 TU54
- 2020 TV54
- 2020 TW54
- 2020 TX54
- 2020 TY54
- 2020 TZ54
- 2020 TA55
- 2020 TB55
- 2020 TC55
- 2020 TD55
- 2020 TF55
- 2020 TG55
- 2020 TH55
- 2020 TJ55
- 2020 TK55
- 2020 TL55
- 2020 TM55
- 2020 TN55
- 2020 TO55
- 2020 TP55
- 2020 TQ55
- 2020 TR55
- 2020 TS55
- 2020 TT55
- 2020 TU55
- 2020 TV55
- 2020 TW55
- 2020 TX55
- 2020 TY55
- 2020 TZ55
- 2020 TA56
- 2020 TB56
- 2020 TC56
- 2020 TD56
- 2020 TE56
- 2020 TF56
- 2020 TG56
- 2020 TH56
- 2020 TL56
- 2020 TM56
- 2020 TN56
- 2020 TO56
- 2020 TP56
- 2020 TQ56
- 2020 TR56
- 2020 TS56
- 2020 TT56
- 2020 TU56
- 2020 TV56
- 2020 TW56
- 2020 TX56
- 2020 TY56
- 2020 TZ56
- 2020 TA57
- 2020 TB57
- 2020 TC57
- 2020 TD57
- 2020 TF57
- 2020 TH57
- 2020 TJ57
- 2020 TK57
- 2020 TL57
- 2020 TM57
- 2020 TN57
- 2020 TO57
- 2020 TP57
- 2020 TQ57
- 2020 TR57
- 2020 TS57
- 2020 TT57
- 2020 TU57
- 2020 TV57
- 2020 TW57
- 2020 TY57
- 2020 TZ57
- 2020 TA58
- 2020 TB58
- 2020 TC58
- 2020 TD58
- 2020 TE58
- 2020 TF58
- 2020 TG58
- 2020 TH58
- 2020 TJ58
- 2020 TK58
- 2020 TL58
- 2020 TM58
- 2020 TN58
- 2020 TO58
- 2020 TP58
- 2020 TQ58
- 2020 TR58
- 2020 TS58
- 2020 TT58
- 2020 TU58
- 2020 TV58
- 2020 TW58
- 2020 TX58
- 2020 TY58
- 2020 TZ58
- 2020 TB59
- 2020 TC59
- 2020 TD59
- 2020 TE59
- 2020 TF59
- 2020 TG59
- 2020 TJ59
- 2020 TK59
- 2020 TL59
- 2020 TM59
- 2020 TN59
- 2020 TO59
- 2020 TP59
- 2020 TS59
- 2020 TT59
- 2020 TU59
- 2020 TV59
- 2020 TW59
- 2020 TX59
- 2020 TY59
- 2020 TZ59
- 2020 TA60
- 2020 TD60
- 2020 TE60
- 2020 TF60
- 2020 TG60
- 2020 TH60
- 2020 TJ60
- 2020 TK60
- 2020 TL60
- 2020 TM60
- 2020 TN60
- 2020 TO60
- 2020 TP60
- 2020 TQ60
- 2020 TS60
- 2020 TT60
- 2020 TU60
- 2020 TX60
- 2020 TY60
- 2020 TZ60
- 2020 TA61
- 2020 TB61
- 2020 TC61
- 2020 TD61
- 2020 TE61
- 2020 TF61
- 2020 TG61
- 2020 TH61
- 2020 TJ61
- 2020 TK61
- 2020 TL61
- 2020 TM61
- 2020 TN61
- 2020 TO61
- 2020 TP61
- 2020 TQ61
- 2020 TR61
- 2020 TS61
- 2020 TT61
- 2020 TU61
- 2020 TW61
- 2020 TX61
- 2020 TZ61
- 2020 TA62
- 2020 TB62
- 2020 TC62
- 2020 TD62
- 2020 TE62
- 2020 TF62
- 2020 TH62
- 2020 TJ62
- 2020 TK62
- 2020 TL62
- 2020 TM62
- 2020 TN62
- 2020 TP62
- 2020 TQ62
- 2020 TR62
- 2020 TS62
- 2020 TT62
- 2020 TU62
- 2020 TV62
- 2020 TW62
- 2020 TX62
- 2020 TZ62
- 2020 TA63
- 2020 TB63
- 2020 TC63
- 2020 TD63
- 2020 TE63
- 2020 TF63
- 2020 TG63
- 2020 TH63
- 2020 TJ63
- 2020 TK63
- 2020 TL63
- 2020 TM63
- 2020 TN63
- 2020 TO63
- 2020 TP63
- 2020 TQ63
- 2020 TR63
- 2020 TS63
- 2020 TT63
- 2020 TU63
- 2020 TV63
- 2020 TW63
- 2020 TX63
- 2020 TY63
- 2020 TZ63
- 2020 TA64
- 2020 TC64
- 2020 TD64
- 2020 TE64
- 2020 TF64
- 2020 TG64
- 2020 TH64
- 2020 TJ64
- 2020 TK64
- 2020 TL64
- 2020 TM64
- 2020 TN64
- 2020 TP64
- 2020 TR64
- 2020 TS64
- 2020 TT64
- 2020 TU64
- 2020 TV64
- 2020 TW64
- 2020 TX64
- 2020 TY64
- 2020 TZ64
- 2020 TA65
- 2020 TB65
- 2020 TD65
- 2020 TE65
- 2020 TF65
- 2020 TG65
- 2020 TH65
- 2020 TJ65
- 2020 TK65
- 2020 TM65
- 2020 TO65
- 2020 TP65
- 2020 TQ65
- 2020 TR65
- 2020 TS65
- 2020 TT65
- 2020 TU65
- 2020 TV65
- 2020 TW65
- 2020 TX65
- 2020 TY65
- 2020 TZ65
- 2020 TA66
- 2020 TB66
- 2020 TC66
- 2020 TD66
- 2020 TE66
- 2020 TF66
- 2020 TG66
- 2020 TJ66
- 2020 TK66
- 2020 TL66
- 2020 TM66
- 2020 TN66
- 2020 TO66
- 2020 TP66
- 2020 TQ66
- 2020 TR66
- 2020 TS66
- 2020 TT66
- 2020 TU66
- 2020 TV66
- 2020 TW66
- 2020 TX66
- 2020 TY66
- 2020 TZ66
- 2020 TA67
- 2020 TB67
- 2020 TC67
- 2020 TD67
- 2020 TE67
- 2020 TF67
- 2020 TH67
- 2020 TJ67
- 2020 TK67
- 2020 TL67
- 2020 TM67
- 2020 TN67
- 2020 TO67
- 2020 TP67
- 2020 TQ67
- 2020 TR67
- 2020 TS67
- 2020 TT67
- 2020 TU67
- 2020 TV67
- 2020 TW67
- 2020 TX67
- 2020 TZ67
- 2020 TA68
- 2020 TB68
- 2020 TC68
- 2020 TD68
- 2020 TE68
- 2020 TF68
- 2020 TG68
- 2020 TH68
- 2020 TJ68
- 2020 TM68
- 2020 TN68
- 2020 TO68
- 2020 TP68
- 2020 TQ68
- 2020 TS68
- 2020 TT68
- 2020 TU68
- 2020 TV68
- 2020 TW68
- 2020 TX68
- 2020 TZ68
- 2020 TA69
- 2020 TB69
- 2020 TC69
- 2020 TD69
- 2020 TE69
- 2020 TF69
- 2020 TG69
- 2020 TH69
- 2020 TJ69
- 2020 TK69
- 2020 TL69
- 2020 TN69
- 2020 TO69
- 2020 TP69
- 2020 TQ69
- 2020 TS69
- 2020 TT69
- 2020 TU69
- 2020 TW69
- 2020 TX69
- 2020 TY69
- 2020 TZ69
- 2020 TA70
- 2020 TB70
- 2020 TC70
- 2020 TD70
- 2020 TE70
- 2020 TF70
- 2020 TG70
- 2020 TH70
- 2020 TJ70
- 2020 TK70
- 2020 TL70
- 2020 TM70
- 2020 TN70
- 2020 TO70
- 2020 TP70
- 2020 TQ70
- 2020 TR70
- 2020 TT70
- 2020 TU70
- 2020 TV70
- 2020 TW70
- 2020 TX70
- 2020 TZ70
- 2020 TA71
- 2020 TB71
- 2020 TC71
- 2020 TE71
- 2020 TF71
- 2020 TG71
- 2020 TH71
- 2020 TJ71
- 2020 TL71
- 2020 TM71
- 2020 TN71
- 2020 TO71
- 2020 TP71
- 2020 TQ71
- 2020 TS71
- 2020 TT71
- 2020 TU71
- 2020 TV71
- 2020 TW71
- 2020 TX71
- 2020 TZ71
- 2020 TA72
- 2020 TB72
- 2020 TC72
- 2020 TE72
- 2020 TF72
- 2020 TG72
- 2020 TH72
- 2020 TJ72
- 2020 TK72
- 2020 TL72
- 2020 TN72
- 2020 TO72
- 2020 TP72
- 2020 TQ72
- 2020 TR72
- 2020 TS72
- 2020 TU72
- 2020 TW72
- 2020 TX72
- 2020 TY72
- 2020 TZ72
- 2020 TB73
- 2020 TC73
- 2020 TD73
- 2020 TE73
- 2020 TF73
- 2020 TG73
- 2020 TH73
- 2020 TJ73
- 2020 TK73
- 2020 TL73
- 2020 TM73
- 2020 TN73
- 2020 TO73
- 2020 TP73
- 2020 TQ73
- 2020 TR73
- 2020 TS73
- 2020 TT73
- 2020 TV73
- 2020 TW73
- 2020 TX73
- 2020 TY73
- 2020 TZ73
- 2020 TA74
- 2020 TC74
- 2020 TD74
- 2020 TE74
- 2020 TF74
- 2020 TG74
- 2020 TH74
- 2020 TJ74
- 2020 TK74
- 2020 TL74
- 2020 TM74
- 2020 TN74
- 2020 TO74
- 2020 TP74
- 2020 TQ74
- 2020 TR74
- 2020 TS74
- 2020 TU74
- 2020 TV74
- 2020 TW74
- 2020 TX74
- 2020 TY74
- 2020 TZ74
- 2020 TA75
- 2020 TB75
- 2020 TC75
- 2020 TD75
- 2020 TF75
- 2020 TG75
- 2020 TH75
- 2020 TJ75
- 2020 TK75
- 2020 TL75
- 2020 TM75
- 2020 TN75
- 2020 TO75
- 2020 TP75
- 2020 TQ75
- 2020 TR75
- 2020 TS75
- 2020 TT75
- 2020 TU75
- 2020 TW75
- 2020 TX75
- 2020 TY75
- 2020 TZ75
- 2020 TA76
- 2020 TB76
- 2020 TC76
- 2020 TD76
- 2020 TE76
- 2020 TF76
- 2020 TG76
- 2020 TH76
- 2020 TJ76
- 2020 TL76
- 2020 TM76
- 2020 TN76
- 2020 TO76
- 2020 TP76
- 2020 TQ76
- 2020 TR76
- 2020 TS76
- 2020 TT76
- 2020 TU76
- 2020 TV76
- 2020 TW76
- 2020 TZ76
- 2020 TA77
- 2020 TC77
- 2020 TD77
- 2020 TE77
- 2020 TF77
- 2020 TG77
- 2020 TH77
- 2020 TJ77
- 2020 TK77
- 2020 TN77
- 2020 TO77
- 2020 TQ77
- 2020 TR77
- 2020 TS77
- 2020 TU77
- 2020 TX77
- 2020 TY77
- 2020 TZ77
- 2020 TA78
- 2020 TC78
- 2020 TD78
- 2020 TE78
- 2020 TG78
- 2020 TH78
- 2020 TJ78
- 2020 TK78
- 2020 TL78
- 2020 TM78
- 2020 TN78
- 2020 TP78
- 2020 TQ78
- 2020 TR78
- 2020 TS78
- 2020 TT78
- 2020 TW78
- 2020 TX78
- 2020 TY78
- 2020 TA79
- 2020 TB79
- 2020 TC79
- 2020 TD79
- 2020 TE79
- 2020 TF79
- 2020 TG79
- 2020 TH79
- 2020 TJ79
- 2020 TK79
- 2020 TL79
- 2020 TM79
- 2020 TN79
- 2020 TO79
- 2020 TP79
- 2020 TQ79
- 2020 TR79
- 2020 TS79
- 2020 TT79
- 2020 TU79
- 2020 TV79
- 2020 TW79
- 2020 TX79
- 2020 TZ79
- 2020 TA80
- 2020 TB80
- 2020 TC80
- 2020 TD80
- 2020 TE80
- 2020 TF80
- 2020 TH80
- 2020 TJ80
- 2020 TK80
- 2020 TL80
- 2020 TM80
- 2020 TN80
- 2020 TO80
- 2020 TP80
- 2020 TS80
- 2020 TT80
- 2020 TU80
- 2020 TV80
- 2020 TW80
- 2020 TX80
- 2020 TY80
- 2020 TZ80
- 2020 TA81
- 2020 TB81
- 2020 TC81
- 2020 TD81
- 2020 TE81
- 2020 TF81
- 2020 TH81
- 2020 TJ81
- 2020 TK81
- 2020 TL81
- 2020 TM81
- 2020 TN81
- 2020 TO81
- 2020 TP81
- 2020 TQ81
- 2020 TR81
- 2020 TS81
- 2020 TT81
- 2020 TU81
- 2020 TV81
- 2020 TW81
- 2020 TX81
- 2020 TY81
- 2020 TZ81
- 2020 TA82
- 2020 TB82
- 2020 TC82
- 2020 TD82
- 2020 TE82
- 2020 TJ82
- 2020 TK82
- 2020 TL82
- 2020 TM82
- 2020 TN82
- 2020 TO82
- 2020 TP82
- 2020 TQ82
- 2020 TR82
- 2020 TS82
- 2020 TT82
- 2020 TU82
- 2020 TV82
- 2020 TW82
- 2020 TX82
- 2020 TY82
- 2020 TZ82
- 2020 TA83
- 2020 TB83
- 2020 TC83
- 2020 TD83
- 2020 TE83
- 2020 TF83
- 2020 TG83
- 2020 TH83
- 2020 TJ83
- 2020 TK83
- 2020 TL83
- 2020 TM83
- 2020 TN83
- 2020 TO83
- 2020 TP83
- 2020 TQ83
- 2020 TR83
- 2020 TS83
- 2020 TT83
- 2020 TU83
- 2020 TW83
- 2020 TX83
- 2020 TY83
- 2020 TZ83
- 2020 TA84
- 2020 TB84
- 2020 TC84
- 2020 TD84
- 2020 TE84
- 2020 TF84
- 2020 TG84
- 2020 TH84
- 2020 TJ84
- 2020 TK84
- 2020 TL84
- 2020 TM84
- 2020 TN84
- 2020 TO84
- 2020 TP84
- 2020 TQ84
- 2020 TR84
- 2020 TS84
- 2020 TT84
- 2020 TU84
- 2020 TV84
- 2020 TW84
- 2020 TX84
- 2020 TY84
- 2020 TZ84
- 2020 TA85
- 2020 TB85
- 2020 TC85
- 2020 TD85
- 2020 TE85
- 2020 TF85
- 2020 TG85
- 2020 TH85
- 2020 TJ85
- 2020 TK85
- 2020 TL85
- 2020 TO85
- 2020 TP85
- 2020 TQ85
- 2020 TR85
- 2020 TT85
- 2020 TU85
- 2020 TV85
- 2020 TW85
- 2020 TX85
- 2020 TY85
- 2020 TZ85
- 2020 TA86
- 2020 TB86
- 2020 TC86
- 2020 TD86
- 2020 TE86
- 2020 TF86
- 2020 TG86
- 2020 TH86
- 2020 TJ86
- 2020 TK86
- 2020 TL86
- 2020 TM86
- 2020 TN86
- 2020 TP86
- 2020 TQ86
- 2020 TR86
- 2020 TS86
- 2020 TT86
- 2020 TU86
- 2020 TV86
- 2020 TW86
- 2020 TX86
- 2020 TY86
- 2020 TZ86
- 2020 TA87
- 2020 TB87
- 2020 TC87
- 2020 TD87
- 2020 TE87
- 2020 TF87
- 2020 TG87
- 2020 TH87
- 2020 TJ87
- 2020 TK87
- 2020 TL87
- 2020 TM87
- 2020 TN87
- 2020 TO87
- 2020 TP87
- 2020 TQ87
- 2020 TR87
- 2020 TS87
- 2020 TT87
- 2020 TU87
- 2020 TV87
- 2020 TW87
- 2020 TX87
- 2020 TY87
- 2020 TZ87
- 2020 TA88
- 2020 TB88
- 2020 TC88
- 2020 TD88
- 2020 TE88
- 2020 TF88
- 2020 TG88
- 2020 TH88
- 2020 TJ88
- 2020 TK88
- 2020 TL88
- 2020 TM88
- 2020 TN88
- 2020 TO88
- 2020 TP88
- 2020 TQ88
- 2020 TR88
- 2020 TS88
- 2020 TT88
- 2020 TV88
- 2020 TW88
- 2020 TX88
- 2020 TY88
- 2020 TZ88
- 2020 TA89
- 2020 TB89
- 2020 TC89
- 2020 TD89
- 2020 TE89
- 2020 TF89
- 2020 TG89
- 2020 TH89
- 2020 TJ89
- 2020 TK89
- 2020 TL89
- 2020 TM89
- 2020 TN89
- 2020 TO89
- 2020 TP89
- 2020 TR89
- 2020 TS89
- 2020 TT89
- 2020 TU89
- 2020 TV89
- 2020 TW89
- 2020 TX89
- 2020 TY89
- 2020 TZ89
- 2020 TA90
- 2020 TB90
- 2020 TC90
- 2020 TD90
- 2020 TE90
- 2020 TF90
- 2020 TG90
- 2020 TH90
- 2020 TJ90
- 2020 TK90
- 2020 TL90
- 2020 TM90
- 2020 TN90
- 2020 TO90
- 2020 TP90
- 2020 TQ90
- 2020 TR90
- 2020 TS90
- 2020 TT90
- 2020 TU90
- 2020 TV90
- 2020 TW90
- 2020 TX90
- 2020 TY90
- 2020 TZ90
- 2020 TA91
- 2020 TB91
- 2020 TC91
- 2020 TD91
- 2020 TE91
- 2020 TF91
- 2020 TG91
- 2020 TH91
- 2020 TJ91
- 2020 TK91
- 2020 TL91
- 2020 TM91
- 2020 TN91
- 2020 TO91
- 2020 TP91
- 2020 TQ91
- 2020 TR91
- 2020 TS91
- 2020 TT91
- 2020 TU91
- 2020 TV91
- 2020 TW91
- 2020 TX91
- 2020 TY91
- 2020 TZ91
- 2020 TA92
- 2020 TB92
- 2020 TC92
- 2020 TD92
- 2020 TE92
- 2020 TF92
- 2020 TG92
- 2020 TH92
- 2020 TK92
- 2020 TL92
- 2020 TM92
- 2020 TN92
- 2020 TO92
- 2020 TP92
- 2020 TR92
- 2020 TT92
- 2020 TU92
- 2020 TV92
- 2020 TW92
- 2020 TX92
- 2020 TY92
- 2020 TZ92
- 2020 TA93
- 2020 TB93
- 2020 TC93
- 2020 TD93
- 2020 TE93
- 2020 TF93
- 2020 TG93
- 2020 TH93
- 2020 TK93
- 2020 TL93
- 2020 TM93
- 2020 TN93
- 2020 TO93
- 2020 TP93
- 2020 TQ93
- 2020 TR93
- 2020 TS93
- 2020 TT93
- 2020 TU93
- 2020 TW93
- 2020 TX93
- 2020 TY93
- 2020 TZ93
- 2020 TA94
- 2020 TB94
- 2020 TC94
- 2020 TD94
- 2020 TE94
- 2020 TF94
- 2020 TG94
- 2020 TH94
- 2020 TJ94
- 2020 TK94
- 2020 TL94
- 2020 TM94
- 2020 TN94
- 2020 TO94
- 2020 TP94
- 2020 TQ94
- 2020 TR94
- 2020 TS94
- 2020 TT94
- 2020 TU94
- 2020 TV94
- 2020 TW94
- 2020 TX94
- 2020 TY94
- 2020 TZ94
- 2020 TA95
- 2020 TB95
- 2020 TC95
- 2020 TD95
- 2020 TE95
- 2020 TF95
- 2020 TG95
- 2020 TH95
- 2020 TJ95
- 2020 TK95
- 2020 TL95
- 2020 TM95
- 2020 TN95
- 2020 TO95
- 2020 TP95
- 2020 TQ95
- 2020 TR95
- 2020 TS95
- 2020 TT95
- 2020 TU95
- 2020 TV95
- 2020 TW95
- 2020 TX95
- 2020 TY95
- 2020 TZ95
- 2020 TA96
- 2020 TB96
- 2020 TC96
- 2020 TD96
- 2020 TE96
- 2020 TF96
- 2020 TG96
- 2020 TH96
- 2020 TJ96
- 2020 TK96
- 2020 TL96
- 2020 TM96
- 2020 TN96
- 2020 TO96
- 2020 TP96
- 2020 TQ96
- 2020 TR96
- 2020 TS96
- 2020 TT96
- 2020 TU96
- 2020 TV96
- 2020 TW96
- 2020 TX96
- 2020 TY96
- 2020 TZ96
- 2020 TA97
- 2020 TB97
- 2020 TC97
- 2020 TD97
- 2020 TE97
- 2020 TF97
- 2020 TG97
- 2020 TH97
- 2020 TJ97
- 2020 TK97
- 2020 TL97
- 2020 TM97
- 2020 TN97
- 2020 TO97
- 2020 TP97
- 2020 TQ97
- 2020 TR97
- 2020 TS97
- 2020 TT97
- 2020 TU97
- 2020 TV97
- 2020 TW97
- 2020 TX97
- 2020 TY97
- 2020 TZ97
- 2020 TA98
- 2020 TB98
- 2020 TC98
- 2020 TD98
- 2020 TE98
- 2020 TF98
- 2020 TG98
- 2020 TH98
- 2020 TJ98
- 2020 TK98
- 2020 TL98
- 2020 TM98
- 2020 TN98
- 2020 TO98
- 2020 TP98
- 2020 TQ98
- 2020 TR98
- 2020 TS98
- 2020 TT98
- 2020 TU98
- 2020 TV98
- 2020 TW98
- 2020 TX98
- 2020 TY98
- 2020 TZ98
- 2020 TA99
- 2020 TB99
- 2020 TC99
- 2020 TD99
- 2020 TE99
- 2020 TF99
- 2020 TG99
- 2020 TH99
- 2020 TJ99
- 2020 TK99
- 2020 TL99
- 2020 TM99
- 2020 TN99
- 2020 TO99
- 2020 TP99
- 2020 TQ99
- 2020 TR99
- 2020 TS99
- 2020 TT99
- 2020 TU99
- 2020 TV99
- 2020 TW99
- 2020 TX99
- 2020 TY99
- 2020 TZ99
- 2020 TA100
- 2020 TB100
- 2020 TC100
- 2020 TD100
- 2020 TE100
- 2020 TF100
- 2020 TG100
- 2020 TH100
- 2020 TJ100
- 2020 TK100
- 2020 TL100
- 2020 TM100
- 2020 TN100
- 2020 TO100
- 2020 TP100
- 2020 TQ100
- 2020 TR100
- 2020 TS100
- 2020 TT100
- 2020 TU100
- 2020 TV100
- 2020 TW100
- 2020 TX100
- 2020 TY100
- 2020 TZ100
- 2020 TA101
- 2020 TB101
- 2020 TC101
- 2020 TD101
- 2020 TE101
- 2020 TF101
- 2020 TG101
- 2020 TH101
- 2020 TJ101
- 2020 TK101
- 2020 TL101
- 2020 TM101
- 2020 TN101
- 2020 TO101
- 2020 TP101
- 2020 TQ101
- 2020 TR101
- 2020 TS101
- 2020 TT101
- 2020 TU101
- 2020 TV101
- 2020 TW101
- 2020 TX101
- 2020 TY101
- 2020 TZ101
- 2020 TA102
- 2020 TB102
- 2020 TC102
- 2020 TD102
- 2020 TE102
- 2020 TF102
- 2020 TG102
- 2020 TH102
- 2020 TJ102
- 2020 TK102
- 2020 TL102
- 2020 TM102
- 2020 TN102
- 2020 TO102
- 2020 TP102
- 2020 TQ102
- 2020 TR102
- 2020 TS102
- 2020 TT102
- 2020 TV102
- 2020 TW102
- 2020 TX102
- 2020 TY102
- 2020 TA103
- 2020 TB103
- 2020 TC103
- 2020 TD103
- 2020 TE103
- 2020 TG103
- 2020 TH103
- 2020 TJ103
- 2020 TK103
- 2020 TL103
- 2020 TM103
- 2020 TN103
- 2020 TO103
- 2020 TP103
- 2020 TQ103
- 2020 TR103
- 2020 TS103
- 2020 TT103
- 2020 TV103
- 2020 TW103
- 2020 TX103
- 2020 TY103
- 2020 TZ103
- 2020 TA104
- 2020 TB104
- 2020 TC104
- 2020 TD104
- 2020 TE104
- 2020 TF104
- 2020 TG104
- 2020 TH104
- 2020 TJ104
- 2020 TK104
- 2020 TL104
- 2020 TM104
- 2020 TN104
- 2020 TO104
- 2020 TP104
- 2020 TQ104
- 2020 TR104
- 2020 TS104
- 2020 TT104
- 2020 TU104
- 2020 TV104
- 2020 TW104
- 2020 TX104
- 2020 TY104
- 2020 TZ104
- 2020 TA105
- 2020 TB105
- 2020 TC105
- 2020 TD105
- 2020 TE105
- 2020 TF105
- 2020 TG105
- 2020 TH105
- 2020 TJ105
- 2020 TK105
- 2020 TL105
- 2020 TM105
- 2020 TN105
- 2020 TO105
- 2020 TP105
- 2020 TQ105
- 2020 TR105
- 2020 TS105
- 2020 TT105
- 2020 TU105
- 2020 TV105
- 2020 TW105
- 2020 TX105
- 2020 TY105
- 2020 TZ105
- 2020 TA106
- 2020 TB106
- 2020 TC106
- 2020 TD106
- 2020 TE106
- 2020 TF106
- 2020 TG106
- 2020 TH106
- 2020 TJ106
- 2020 TK106
- 2020 TL106
- 2020 TM106
- 2020 TN106
- 2020 TO106
- 2020 TP106
- 2020 TQ106
- 2020 TR106
- 2020 TS106
- 2020 TT106
- 2020 TU106
- 2020 TV106
- 2020 TW106
- 2020 TX106
- 2020 TY106
- 2020 TZ106
- 2020 TA107
- 2020 TB107
- 2020 TC107
- 2020 TD107
- 2020 TE107
- 2020 TF107
- 2020 TG107
- 2020 TH107
- 2020 TJ107
- 2020 TK107
- 2020 TL107
- 2020 TM107
- 2020 TN107
- 2020 TO107
- 2020 TP107
- 2020 TQ107
- 2020 TR107
- 2020 TS107
- 2020 TT107
- 2020 TU107
- 2020 TV107
- 2020 TW107
- 2020 TX107
- 2020 TY107
- 2020 TZ107
- 2020 TA108
- 2020 TB108
- 2020 TC108
- 2020 TD108
- 2020 TE108
- 2020 TF108
- 2020 TG108
- 2020 TH108
- 2020 TJ108
- 2020 TK108
- 2020 TL108
- 2020 TM108
- 2020 TN108
- 2020 TO108
- 2020 TP108
- 2020 TQ108
- 2020 TR108
- 2020 TS108
- 2020 TT108
- 2020 TU108
- 2020 TV108
- 2020 TW108
- 2020 TX108
- 2020 TY108
- 2020 TZ108
- 2020 TA109
- 2020 TB109
- 2020 TC109
- 2020 TD109
- 2020 TE109
- 2020 TF109
- 2020 TG109
- 2020 TH109
- 2020 TJ109
- 2020 TK109
- 2020 TL109
- 2020 TM109
- 2020 TN109
- 2020 TO109
- 2020 TP109
- 2020 TQ109
- 2020 TR109
- 2020 TS109
- 2020 TT109
- 2020 TU109
- 2020 TV109
- 2020 TW109
- 2020 TX109
- 2020 TY109
- 2020 TZ109
- 2020 TA110
- 2020 TB110
- 2020 TC110
- 2020 TD110
- 2020 TE110
- 2020 TF110
- 2020 TG110
- 2020 TH110
- 2020 TJ110
- 2020 TK110
- 2020 TL110
- 2020 TM110
- 2020 TN110
- 2020 TO110
- 2020 TP110
- 2020 TQ110
- 2020 TR110
- 2020 TS110
- 2020 TT110
- 2020 TU110
- 2020 TV110
- 2020 TW110
- 2020 TY110
- 2020 TZ110
- 2020 TA111
- 2020 TB111
- 2020 TC111
- 2020 TD111
- 2020 TE111
- 2020 TF111
- 2020 TG111
- 2020 TH111
- 2020 TJ111
- 2020 TK111
- 2020 TL111
- 2020 TM111
- 2020 TN111
- 2020 TO111
- 2020 TP111
- 2020 TQ111
- 2020 TR111
- 2020 TS111
- 2020 TT111
- 2020 TU111
- 2020 TW111
- 2020 TY111
- 2020 TZ111
- 2020 TA112
- 2020 TB112
- 2020 TC112
- 2020 TD112
- 2020 TE112
- 2020 TF112
- 2020 TG112
- 2020 TH112
- 2020 TJ112
- 2020 TK112
- 2020 TL112
- 2020 TM112
- 2020 TN112
- 2020 TO112
- 2020 TP112
- 2020 TQ112
- 2020 TR112
- 2020 TS112
- 2020 TT112
- 2020 TV112
- 2020 TW112
- 2020 TX112
- 2020 TY112
- 2020 TZ112
- 2020 TA113
- 2020 TB113
- 2020 TC113
- 2020 TD113
- 2020 TE113
- 2020 TF113
- 2020 TG113
- 2020 TH113
- 2020 TJ113
- 2020 TK113
- 2020 TL113
- 2020 TM113
- 2020 TN113
- 2020 TO113
- 2020 TP113
- 2020 TQ113
- 2020 TR113
- 2020 TS113
- 2020 TT113
- 2020 TU113
- 2020 TV113
- 2020 TW113
- 2020 TX113
- 2020 TY113
- 2020 TZ113
- 2020 TA114
- 2020 TB114
- 2020 TC114
- 2020 TD114
- 2020 TE114
- 2020 TF114
- 2020 TG114
- 2020 TH114
- 2020 TJ114
- 2020 TK114
- 2020 TL114
- 2020 TM114
- 2020 TN114
- 2020 TO114
- 2020 TP114
- 2020 TQ114
- 2020 TR114
- 2020 TS114
- 2020 TT114
- 2020 TU114
- 2020 TV114
- 2020 TW114
- 2020 TX114
- 2020 TY114

### Du 16 au 31 octobre 2020
- 2020 UA
- 2020 UB
- 2020 UC
- 2020 UD
- 2020 UE
- 2020 UF
- 2020 UG
- 2020 UH
- 2020 UJ
- 2020 UK
- 2020 UL
- 2020 UM
- 2020 UN
- 2020 UO
- 2020 UP
- 2020 UQ
- 2020 UR
- 2020 US
- 2020 UT
- 2020 UU
- 2020 UV
- 2020 UW
- 2020 UX
- 2020 UY
- 2020 UZ
- 2020 UA1
- 2020 UB1
- 2020 UC1
- 2020 UD1
- 2020 UE1
- 2020 UF1
- 2020 UG1
- 2020 UH1
- 2020 UJ1
- 2020 UK1
- 2020 UL1
- 2020 UM1
- 2020 UN1
- 2020 UO1
- 2020 UP1
- 2020 UQ1
- 2020 UR1
- 2020 US1
- 2020 UT1
- 2020 UU1
- 2020 UV1
- 2020 UW1
- 2020 UX1
- 2020 UY1
- 2020 UZ1
- 2020 UA2
- 2020 UB2
- 2020 UC2
- 2020 UD2
- 2020 UE2
- 2020 UF2
- 2020 UG2
- 2020 UH2
- 2020 UJ2
- 2020 UK2
- 2020 UL2
- 2020 UM2
- 2020 UN2
- 2020 UO2
- 2020 UP2
- 2020 UQ2
- 2020 UR2
- 2020 US2
- 2020 UT2
- 2020 UU2
- 2020 UV2
- 2020 UW2
- 2020 UX2
- 2020 UY2
- 2020 UZ2
- 2020 UA3
- 2020 UB3
- 2020 UC3
- 2020 UE3
- 2020 UF3
- 2020 UG3
- 2020 UH3
- 2020 UJ3
- 2020 UK3
- 2020 UL3
- 2020 UM3
- 2020 UN3
- 2020 UO3
- 2020 UP3
- 2020 UQ3
- 2020 UR3
- 2020 US3
- 2020 UT3
- 2020 UU3
- 2020 UV3
- 2020 UW3
- 2020 UX3
- 2020 UY3
- 2020 UZ3
- 2020 UA4
- 2020 UB4
- 2020 UC4
- 2020 UD4
- 2020 UE4
- 2020 UF4
- 2020 UG4
- 2020 UH4
- 2020 UJ4
- 2020 UL4
- 2020 UM4
- 2020 UN4
- 2020 UO4
- 2020 UP4
- 2020 UQ4
- 2020 UR4
- 2020 US4
- 2020 UT4
- 2020 UU4
- 2020 UV4
- 2020 UW4
- 2020 UX4
- 2020 UZ4
- 2020 UA5
- 2020 UB5
- 2020 UC5
- 2020 UD5
- 2020 UE5
- 2020 UF5
- 2020 UH5
- 2020 UJ5
- 2020 UK5
- 2020 UL5
- 2020 UM5
- 2020 UN5
- 2020 UO5
- 2020 UP5
- 2020 UQ5
- 2020 UR5
- 2020 US5
- 2020 UT5
- 2020 UU5
- 2020 UV5
- 2020 UW5
- 2020 UX5
- 2020 UY5
- 2020 UZ5
- 2020 UA6
- 2020 UC6
- 2020 UD6
- 2020 UE6
- 2020 UF6
- 2020 UG6
- 2020 UH6
- 2020 UK6
- 2020 UL6
- 2020 UM6
- 2020 UN6
- 2020 UO6
- 2020 UP6
- 2020 UQ6
- 2020 UR6
- 2020 US6
- 2020 UT6
- 2020 UU6
- 2020 UV6
- 2020 UW6
- 2020 UY6
- 2020 UZ6
- 2020 UA7
- 2020 UB7
- 2020 UC7
- 2020 UD7
- 2020 UE7
- 2020 UF7
- 2020 UG7
- 2020 UH7
- 2020 UN7
- 2020 UO7
- 2020 UQ7
- 2020 UR7
- 2020 US7
- 2020 UT7
- 2020 UU7
- 2020 UV7
- 2020 UW7
- 2020 UX7
- 2020 UB8
- 2020 UF8
- 2020 UH8
- 2020 UK8
- 2020 UL8
- 2020 UM8
- 2020 UN8
- 2020 UO8
- 2020 UP8
- 2020 UQ8
- 2020 UR8
- 2020 US8
- 2020 UT8
- 2020 UU8
- 2020 UV8
- 2020 UW8
- 2020 UX8
- 2020 UZ8
- 2020 UA9
- 2020 UB9
- 2020 UC9
- 2020 UD9
- 2020 UE9
- 2020 UF9
- 2020 UG9
- 2020 UH9
- 2020 UJ9
- 2020 UK9
- 2020 UL9
- 2020 UM9
- 2020 UN9
- 2020 UO9
- 2020 UP9
- 2020 UQ9
- 2020 US9
- 2020 UU9
- 2020 UV9
- 2020 UW9
- 2020 UX9
- 2020 UY9
- 2020 UZ9
- 2020 UA10
- 2020 UC10
- 2020 UF10
- 2020 UH10
- 2020 UK10
- 2020 UL10
- 2020 UN10
- 2020 UO10
- 2020 UQ10
- 2020 UR10
- 2020 US10
- 2020 UT10
- 2020 UU10
- 2020 UV10
- 2020 UW10
- 2020 UX10
- 2020 UY10
- 2020 UB11
- 2020 UC11
- 2020 UD11
- 2020 UE11
- 2020 UF11
- 2020 UH11
- 2020 UJ11
- 2020 UK11
- 2020 UL11
- 2020 UM11
- 2020 UN11
- 2020 UO11
- 2020 UP11
- 2020 UR11
- 2020 US11
- 2020 UT11
- 2020 UU11
- 2020 UV11
- 2020 UW11
- 2020 UX11
- 2020 UY11
- 2020 UA12
- 2020 UD12
- 2020 UE12
- 2020 UF12
- 2020 UJ12
- 2020 UK12
- 2020 UL12
- 2020 UM12
- 2020 UN12
- 2020 UO12
- 2020 UP12
- 2020 UR12
- 2020 UT12
- 2020 UV12
- 2020 UW12
- 2020 UX12
- 2020 UY12
- 2020 UZ12
- 2020 UA13
- 2020 UB13
- 2020 UC13
- 2020 UD13
- 2020 UE13
- 2020 UF13
- 2020 UG13
- 2020 UH13
- 2020 UJ13
- 2020 UK13
- 2020 UL13
- 2020 UM13
- 2020 UN13
- 2020 UO13
- 2020 UP13
- 2020 UQ13
- 2020 UR13
- 2020 US13
- 2020 UT13
- 2020 UU13
- 2020 UV13
- 2020 UW13
- 2020 UX13
- 2020 UY13
- 2020 UZ13
- 2020 UA14
- 2020 UB14
- 2020 UC14
- 2020 UD14
- 2020 UE14
- 2020 UF14
- 2020 UG14
- 2020 UH14
- 2020 UJ14
- 2020 UK14
- 2020 UM14
- 2020 UN14
- 2020 UO14
- 2020 UP14
- 2020 UQ14
- 2020 UR14
- 2020 US14
- 2020 UT14
- 2020 UV14
- 2020 UX14
- 2020 UY14
- 2020 UZ14
- 2020 UB15
- 2020 UC15
- 2020 UD15
- 2020 UE15
- 2020 UF15
- 2020 UG15
- 2020 UH15
- 2020 UJ15
- 2020 UK15
- 2020 UM15
- 2020 UN15
- 2020 UO15
- 2020 UP15
- 2020 UQ15
- 2020 UR15
- 2020 US15
- 2020 UT15
- 2020 UU15
- 2020 UV15
- 2020 UW15
- 2020 UY15
- 2020 UZ15
- 2020 UA16
- 2020 UB16
- 2020 UC16
- 2020 UD16
- 2020 UE16
- 2020 UF16
- 2020 UG16
- 2020 UH16
- 2020 UJ16
- 2020 UK16
- 2020 UL16
- 2020 UM16
- 2020 UN16
- 2020 UO16
- 2020 UP16
- 2020 UQ16
- 2020 UR16
- 2020 US16
- 2020 UT16
- 2020 UU16
- 2020 UV16
- 2020 UW16
- 2020 UX16
- 2020 UY16
- 2020 UZ16
- 2020 UA17
- 2020 UB17
- 2020 UC17
- 2020 UD17
- 2020 UE17
- 2020 UF17
- 2020 UG17
- 2020 UH17
- 2020 UJ17
- 2020 UK17
- 2020 UL17
- 2020 UM17
- 2020 UN17
- 2020 UO17
- 2020 UP17
- 2020 UQ17
- 2020 UR17
- 2020 US17
- 2020 UT17
- 2020 UU17
- 2020 UV17
- 2020 UW17
- 2020 UX17
- 2020 UY17
- 2020 UZ17
- 2020 UA18
- 2020 UB18
- 2020 UC18
- 2020 UD18
- 2020 UE18
- 2020 UF18
- 2020 UG18
- 2020 UH18
- 2020 UJ18
- 2020 UK18
- 2020 UL18
- 2020 UM18
- 2020 UN18
- 2020 UO18
- 2020 UP18
- 2020 UQ18
- 2020 UR18
- 2020 US18
- 2020 UT18
- 2020 UU18
- 2020 UV18
- 2020 UW18
- 2020 UZ18
- 2020 UA19
- 2020 UB19
- 2020 UC19
- 2020 UD19
- 2020 UE19
- 2020 UF19
- 2020 UG19
- 2020 UH19
- 2020 UJ19
- 2020 UK19
- 2020 UL19
- 2020 UM19
- 2020 UN19
- 2020 UO19
- 2020 UP19
- 2020 UQ19
- 2020 UR19
- 2020 US19
- 2020 UT19
- 2020 UU19
- 2020 UV19
- 2020 UW19
- 2020 UX19
- 2020 UY19
- 2020 UZ19
- 2020 UA20
- 2020 UB20
- 2020 UC20
- 2020 UD20
- 2020 UE20
- 2020 UF20
- 2020 UG20
- 2020 UH20
- 2020 UJ20
- 2020 UK20
- 2020 UL20
- 2020 UM20
- 2020 UN20
- 2020 UO20
- 2020 UP20
- 2020 UQ20
- 2020 UR20
- 2020 US20
- 2020 UT20
- 2020 UU20
- 2020 UV20
- 2020 UW20
- 2020 UX20
- 2020 UY20
- 2020 UZ20
- 2020 UA21
- 2020 UB21
- 2020 UC21
- 2020 UD21
- 2020 UE21
- 2020 UF21
- 2020 UG21
- 2020 UH21
- 2020 UJ21
- 2020 UK21
- 2020 UL21
- 2020 UM21
- 2020 UN21
- 2020 UO21
- 2020 UP21
- 2020 UQ21
- 2020 UR21
- 2020 US21
- 2020 UT21
- 2020 UU21
- 2020 UV21
- 2020 UW21
- 2020 UX21
- 2020 UY21
- 2020 UZ21
- 2020 UA22
- 2020 UB22
- 2020 UC22
- 2020 UD22
- 2020 UE22
- 2020 UF22
- 2020 UG22
- 2020 UH22
- 2020 UJ22
- 2020 UK22
- 2020 UL22
- 2020 UM22
- 2020 UN22
- 2020 UO22
- 2020 UP22
- 2020 UQ22
- 2020 UR22
- 2020 US22
- 2020 UT22
- 2020 UU22
- 2020 UV22
- 2020 UW22
- 2020 UX22
- 2020 UY22
- 2020 UZ22
- 2020 UA23
- 2020 UC23
- 2020 UD23
- 2020 UE23
- 2020 UF23
- 2020 UG23
- 2020 UH23
- 2020 UJ23
- 2020 UK23
- 2020 UL23
- 2020 UM23
- 2020 UN23
- 2020 UO23
- 2020 UP23
- 2020 UQ23
- 2020 UR23
- 2020 US23
- 2020 UT23
- 2020 UU23
- 2020 UV23
- 2020 UW23
- 2020 UX23
- 2020 UY23
- 2020 UZ23
- 2020 UA24
- 2020 UB24
- 2020 UC24
- 2020 UD24
- 2020 UE24
- 2020 UG24
- 2020 UH24
- 2020 UJ24
- 2020 UK24
- 2020 UL24
- 2020 UM24
- 2020 UN24
- 2020 UO24
- 2020 UP24
- 2020 UQ24
- 2020 UR24
- 2020 US24
- 2020 UT24
- 2020 UU24
- 2020 UV24
- 2020 UW24
- 2020 UX24
- 2020 UY24
- 2020 UZ24
- 2020 UB25
- 2020 UC25
- 2020 UD25
- 2020 UE25
- 2020 UF25
- 2020 UG25
- 2020 UH25
- 2020 UK25
- 2020 UL25
- 2020 UM25
- 2020 UN25
- 2020 UO25
- 2020 UP25
- 2020 UQ25
- 2020 UR25
- 2020 US25
- 2020 UT25
- 2020 UU25
- 2020 UV25
- 2020 UW25
- 2020 UX25
- 2020 UY25
- 2020 UZ25
- 2020 UA26
- 2020 UB26
- 2020 UC26
- 2020 UD26
- 2020 UE26
- 2020 UF26
- 2020 UG26
- 2020 UH26
- 2020 UJ26
- 2020 UK26
- 2020 UL26
- 2020 UM26
- 2020 UN26
- 2020 UO26
- 2020 UP26
- 2020 UR26
- 2020 US26
- 2020 UT26
- 2020 UU26
- 2020 UV26
- 2020 UW26
- 2020 UX26
- 2020 UY26
- 2020 UZ26
- 2020 UB27
- 2020 UC27
- 2020 UD27
- 2020 UE27
- 2020 UF27
- 2020 UG27
- 2020 UH27
- 2020 UJ27
- 2020 UK27
- 2020 UL27
- 2020 UM27
- 2020 UO27
- 2020 UP27
- 2020 UQ27
- 2020 UR27
- 2020 US27
- 2020 UT27
- 2020 UU27
- 2020 UV27
- 2020 UW27
- 2020 UX27
- 2020 UY27
- 2020 UZ27
- 2020 UA28
- 2020 UB28
- 2020 UC28
- 2020 UD28
- 2020 UE28
- 2020 UF28
- 2020 UG28
- 2020 UH28
- 2020 UJ28
- 2020 UK28
- 2020 UL28
- 2020 UM28
- 2020 UN28
- 2020 UO28
- 2020 UP28
- 2020 UQ28
- 2020 UR28
- 2020 US28
- 2020 UT28
- 2020 UU28
- 2020 UV28
- 2020 UW28
- 2020 UX28
- 2020 UY28
- 2020 UZ28
- 2020 UA29
- 2020 UB29
- 2020 UC29
- 2020 UD29
- 2020 UE29
- 2020 UF29
- 2020 UG29
- 2020 UH29
- 2020 UJ29
- 2020 UL29
- 2020 UM29
- 2020 UN29
- 2020 UO29
- 2020 UP29
- 2020 UQ29
- 2020 UR29
- 2020 US29
- 2020 UT29
- 2020 UU29
- 2020 UV29
- 2020 UW29
- 2020 UX29
- 2020 UY29
- 2020 UZ29
- 2020 UA30
- 2020 UB30
- 2020 UC30
- 2020 UD30
- 2020 UE30
- 2020 UF30
- 2020 UG30
- 2020 UH30
- 2020 UK30
- 2020 UL30
- 2020 UM30
- 2020 UN30
- 2020 UO30
- 2020 UP30
- 2020 UQ30
- 2020 UR30
- 2020 US30
- 2020 UT30
- 2020 UU30
- 2020 UV30
- 2020 UW30
- 2020 UX30
- 2020 UY30
- 2020 UZ30
- 2020 UA31
- 2020 UB31
- 2020 UC31
- 2020 UD31
- 2020 UE31
- 2020 UF31
- 2020 UG31
- 2020 UH31
- 2020 UJ31
- 2020 UK31
- 2020 UL31
- 2020 UM31
- 2020 UN31
- 2020 UO31
- 2020 UP31
- 2020 UQ31
- 2020 UR31
- 2020 UU31
- 2020 UV31
- 2020 UW31
- 2020 UX31
- 2020 UY31
- 2020 UA32
- 2020 UB32
- 2020 UC32
- 2020 UD32
- 2020 UE32
- 2020 UF32
- 2020 UG32
- 2020 UH32
- 2020 UJ32
- 2020 UK32
- 2020 UL32
- 2020 UN32
- 2020 UO32
- 2020 UP32
- 2020 UQ32
- 2020 UR32
- 2020 US32
- 2020 UT32
- 2020 UU32
- 2020 UV32
- 2020 UW32
- 2020 UX32
- 2020 UY32
- 2020 UZ32
- 2020 UA33
- 2020 UB33
- 2020 UC33
- 2020 UD33
- 2020 UE33
- 2020 UG33
- 2020 UH33
- 2020 UK33
- 2020 UL33
- 2020 UM33
- 2020 UO33
- 2020 UP33
- 2020 UQ33
- 2020 UR33
- 2020 US33
- 2020 UT33
- 2020 UU33
- 2020 UV33
- 2020 UW33
- 2020 UX33
- 2020 UY33
- 2020 UZ33
- 2020 UA34
- 2020 UB34
- 2020 UC34
- 2020 UD34
- 2020 UE34
- 2020 UF34
- 2020 UG34
- 2020 UH34
- 2020 UJ34
- 2020 UK34
- 2020 UL34
- 2020 UM34
- 2020 UN34
- 2020 UO34
- 2020 UP34
- 2020 UQ34
- 2020 UR34
- 2020 US34
- 2020 UU34
- 2020 UV34
- 2020 UX34
- 2020 UY34
- 2020 UZ34
- 2020 UA35
- 2020 UB35
- 2020 UC35
- 2020 UD35
- 2020 UE35
- 2020 UF35
- 2020 UG35
- 2020 UH35
- 2020 UJ35
- 2020 UK35
- 2020 UM35
- 2020 UN35
- 2020 UO35
- 2020 UQ35
- 2020 UR35
- 2020 US35
- 2020 UT35
- 2020 UU35
- 2020 UV35
- 2020 UW35
- 2020 UX35
- 2020 UY35
- 2020 UZ35
- 2020 UA36
- 2020 UB36
- 2020 UC36
- 2020 UD36
- 2020 UF36
- 2020 UG36
- 2020 UH36
- 2020 UJ36
- 2020 UK36
- 2020 UL36
- 2020 UM36
- 2020 UN36
- 2020 UO36
- 2020 UP36
- 2020 UQ36
- 2020 UR36
- 2020 US36
- 2020 UT36
- 2020 UU36
- 2020 UV36
- 2020 UW36
- 2020 UX36
- 2020 UY36
- 2020 UZ36
- 2020 UB37
- 2020 UC37
- 2020 UD37
- 2020 UE37
- 2020 UH37
- 2020 UJ37
- 2020 UK37
- 2020 UL37
- 2020 UM37
- 2020 UN37
- 2020 UO37
- 2020 UP37
- 2020 UQ37
- 2020 UR37
- 2020 US37
- 2020 UT37
- 2020 UU37
- 2020 UV37
- 2020 UW37
- 2020 UX37
- 2020 UY37
- 2020 UZ37
- 2020 UA38
- 2020 UB38
- 2020 UC38
- 2020 UD38
- 2020 UE38
- 2020 UF38
- 2020 UG38
- 2020 UH38
- 2020 UJ38
- 2020 UK38
- 2020 UL38
- 2020 UM38
- 2020 UN38
- 2020 UO38
- 2020 UQ38
- 2020 UR38
- 2020 US38
- 2020 UT38
- 2020 UU38
- 2020 UV38
- 2020 UW38
- 2020 UX38
- 2020 UY38
- 2020 UZ38
- 2020 UB39
- 2020 UC39
- 2020 UD39
- 2020 UH39
- 2020 UJ39
- 2020 UK39
- 2020 UL39
- 2020 UN39
- 2020 UO39
- 2020 UP39
- 2020 UQ39
- 2020 UR39
- 2020 US39
- 2020 UT39
- 2020 UU39
- 2020 UW39
- 2020 UX39
- 2020 UY39
- 2020 UZ39
- 2020 UA40
- 2020 UB40
- 2020 UC40
- 2020 UD40
- 2020 UE40
- 2020 UF40
- 2020 UG40
- 2020 UH40
- 2020 UK40
- 2020 UL40
- 2020 UP40
- 2020 UQ40
- 2020 UR40
- 2020 US40
- 2020 UU40
- 2020 UV40
- 2020 UW40
- 2020 UX40
- 2020 UY40
- 2020 UZ40
- 2020 UB41
- 2020 UC41
- 2020 UD41
- 2020 UE41
- 2020 UF41
- 2020 UH41
- 2020 UJ41
- 2020 UK41
- 2020 UL41
- 2020 UN41
- 2020 UO41
- 2020 UP41
- 2020 UQ41
- 2020 UR41
- 2020 UT41
- 2020 UU41
- 2020 UV41
- 2020 UW41
- 2020 UX41
- 2020 UY41
- 2020 UZ41
- 2020 UA42
- 2020 UB42
- 2020 UC42
- 2020 UD42
- 2020 UE42
- 2020 UF42
- 2020 UG42
- 2020 UH42
- 2020 UK42
- 2020 UL42
- 2020 UN42
- 2020 UO42
- 2020 UP42
- 2020 UQ42
- 2020 UR42
- 2020 US42
- 2020 UT42
- 2020 UU42
- 2020 UV42
- 2020 UW42
- 2020 UY42
- 2020 UZ42
- 2020 UA43
- 2020 UB43
- 2020 UC43
- 2020 UD43
- 2020 UE43
- 2020 UF43
- 2020 UG43
- 2020 UH43
- 2020 UJ43
- 2020 UK43
- 2020 UL43
- 2020 UM43
- 2020 UN43
- 2020 UO43
- 2020 UP43
- 2020 UQ43
- 2020 UR43
- 2020 US43
- 2020 UT43
- 2020 UU43
- 2020 UV43
- 2020 UW43
- 2020 UY43
- 2020 UZ43
- 2020 UA44
- 2020 UB44
- 2020 UC44
- 2020 UD44
- 2020 UE44
- 2020 UG44
- 2020 UH44
- 2020 UJ44
- 2020 UK44
- 2020 UL44
- 2020 UM44
- 2020 UN44
- 2020 UO44
- 2020 UP44
- 2020 UQ44
- 2020 UR44
- 2020 US44
- 2020 UT44
- 2020 UU44
- 2020 UV44
- 2020 UW44
- 2020 UX44
- 2020 UY44
- 2020 UZ44
- 2020 UA45
- 2020 UB45
- 2020 UE45
- 2020 UF45
- 2020 UG45
- 2020 UH45
- 2020 UJ45
- 2020 UK45
- 2020 UL45
- 2020 UM45
- 2020 UN45
- 2020 UO45
- 2020 UP45
- 2020 UR45
- 2020 US45
- 2020 UT45
- 2020 UU45
- 2020 UV45
- 2020 UW45
- 2020 UX45
- 2020 UY45
- 2020 UZ45
- 2020 UA46
- 2020 UB46
- 2020 UC46
- 2020 UE46
- 2020 UF46
- 2020 UG46
- 2020 UH46
- 2020 UJ46
- 2020 UK46
- 2020 UL46
- 2020 UM46
- 2020 UN46
- 2020 UO46
- 2020 UP46
- 2020 UQ46
- 2020 UR46
- 2020 US46
- 2020 UU46
- 2020 UV46
- 2020 UW46
- 2020 UX46
- 2020 UY46
- 2020 UZ46
- 2020 UA47
- 2020 UB47
- 2020 UC47
- 2020 UD47
- 2020 UE47
- 2020 UF47
- 2020 UG47
- 2020 UH47
- 2020 UJ47
- 2020 UK47
- 2020 UM47
- 2020 UN47
- 2020 UO47
- 2020 UP47
- 2020 UQ47
- 2020 UR47
- 2020 US47
- 2020 UT47
- 2020 UU47
- 2020 UV47
- 2020 UW47
- 2020 UX47
- 2020 UY47
- 2020 UZ47
- 2020 UA48
- 2020 UB48
- 2020 UC48
- 2020 UD48
- 2020 UE48
- 2020 UF48
- 2020 UG48
- 2020 UH48
- 2020 UJ48
- 2020 UK48
- 2020 UL48
- 2020 UM48
- 2020 UN48
- 2020 UO48
- 2020 UP48
- 2020 UR48
- 2020 US48
- 2020 UT48
- 2020 UU48
- 2020 UV48
- 2020 UW48
- 2020 UX48
- 2020 UY48
- 2020 UB49
- 2020 UC49
- 2020 UD49
- 2020 UE49
- 2020 UF49
- 2020 UH49
- 2020 UJ49
- 2020 UK49
- 2020 UL49
- 2020 UM49
- 2020 UN49
- 2020 UQ49
- 2020 UR49
- 2020 US49
- 2020 UT49
- 2020 UU49
- 2020 UV49
- 2020 UW49
- 2020 UY49
- 2020 UZ49
- 2020 UA50
- 2020 UB50
- 2020 UC50
- 2020 UE50
- 2020 UF50
- 2020 UG50
- 2020 UH50
- 2020 UJ50
- 2020 UK50
- 2020 UL50
- 2020 UM50
- 2020 UN50
- 2020 UO50
- 2020 UQ50
- 2020 UR50
- 2020 US50
- 2020 UT50
- 2020 UU50
- 2020 UV50
- 2020 UW50
- 2020 UY50
- 2020 UZ50
- 2020 UA51
- 2020 UB51
- 2020 UC51
- 2020 UD51
- 2020 UE51
- 2020 UF51
- 2020 UG51
- 2020 UH51
- 2020 UJ51
- 2020 UK51
- 2020 UL51
- 2020 UM51
- 2020 UN51
- 2020 UO51
- 2020 UQ51
- 2020 UR51
- 2020 US51
- 2020 UT51
- 2020 UU51
- 2020 UV51
- 2020 UW51
- 2020 UY51
- 2020 UZ51
- 2020 UA52
- 2020 UB52
- 2020 UC52
- 2020 UD52
- 2020 UE52
- 2020 UF52
- 2020 UG52
- 2020 UH52
- 2020 UJ52
- 2020 UK52
- 2020 UL52
- 2020 UM52
- 2020 UN52
- 2020 UO52
- 2020 UP52
- 2020 UQ52
- 2020 UR52
- 2020 US52
- 2020 UT52
- 2020 UU52
- 2020 UV52
- 2020 UW52
- 2020 UX52
- 2020 UY52
- 2020 UZ52
- 2020 UA53
- 2020 UB53
- 2020 UC53
- 2020 UD53
- 2020 UE53
- 2020 UF53
- 2020 UL53
- 2020 UM53
- 2020 UN53
- 2020 UO53
- 2020 UP53
- 2020 UR53
- 2020 UT53
- 2020 UU53
- 2020 UW53
- 2020 UX53
- 2020 UY53
- 2020 UA54
- 2020 UB54
- 2020 UC54
- 2020 UD54
- 2020 UF54
- 2020 UG54
- 2020 UH54
- 2020 UJ54
- 2020 UK54
- 2020 UL54
- 2020 UM54
- 2020 UN54
- 2020 UP54
- 2020 UR54
- 2020 UV54
- 2020 UW54
- 2020 UX54
- 2020 UB55
- 2020 UC55
- 2020 UD55
- 2020 UE55
- 2020 UF55
- 2020 UG55
- 2020 UH55
- 2020 UJ55
- 2020 UK55
- 2020 UL55
- 2020 UM55
- 2020 UN55
- 2020 UQ55
- 2020 UR55
- 2020 US55
- 2020 UT55
- 2020 UU55
- 2020 UV55
- 2020 UW55
- 2020 UX55
- 2020 UY55
- 2020 UZ55
- 2020 UA56
- 2020 UB56
- 2020 UC56
- 2020 UD56
- 2020 UF56
- 2020 UG56
- 2020 UH56
- 2020 UJ56
- 2020 UK56
- 2020 UM56
- 2020 UN56
- 2020 UO56
- 2020 UQ56
- 2020 UR56
- 2020 US56
- 2020 UT56
- 2020 UU56
- 2020 UV56
- 2020 UW56
- 2020 UX56
- 2020 UY56
- 2020 UZ56
- 2020 UA57
- 2020 UC57
- 2020 UD57
- 2020 UE57
- 2020 UF57
- 2020 UG57
- 2020 UH57
- 2020 UJ57
- 2020 UK57
- 2020 UL57
- 2020 UM57
- 2020 UN57
- 2020 UO57
- 2020 UP57
- 2020 UQ57
- 2020 UR57
- 2020 UT57
- 2020 UU57
- 2020 UV57
- 2020 UW57
- 2020 UX57
- 2020 UY57
- 2020 UZ57
- 2020 UA58
- 2020 UC58
- 2020 UD58
- 2020 UE58
- 2020 UF58
- 2020 UH58
- 2020 UJ58
- 2020 UK58
- 2020 UL58
- 2020 UM58
- 2020 UN58
- 2020 UO58
- 2020 UP58
- 2020 UQ58
- 2020 UR58
- 2020 US58
- 2020 UU58
- 2020 UV58
- 2020 UW58
- 2020 UX58
- 2020 UY58
- 2020 UZ58
- 2020 UA59
- 2020 UB59
- 2020 UE59
- 2020 UF59
- 2020 UG59
- 2020 UH59
- 2020 UJ59
- 2020 UK59
- 2020 UL59
- 2020 UM59
- 2020 UN59
- 2020 UO59
- 2020 UP59
- 2020 UQ59
- 2020 UR59
- 2020 US59
- 2020 UT59
- 2020 UU59
- 2020 UV59
- 2020 UW59
- 2020 UX59
- 2020 UY59
- 2020 UZ59
- 2020 UA60
- 2020 UB60
- 2020 UC60
- 2020 UD60
- 2020 UE60
- 2020 UF60
- 2020 UG60
- 2020 UH60
- 2020 UJ60
- 2020 UK60
- 2020 UL60
- 2020 UM60
- 2020 UN60
- 2020 UO60
- 2020 UP60
- 2020 UQ60
- 2020 UR60
- 2020 US60
- 2020 UT60
- 2020 UU60
- 2020 UV60
- 2020 UW60
- 2020 UX60
- 2020 UY60
- 2020 UZ60
- 2020 UA61
- 2020 UB61
- 2020 UC61
- 2020 UD61
- 2020 UE61
- 2020 UF61
- 2020 UG61
- 2020 UH61
- 2020 UJ61
- 2020 UK61
- 2020 UL61
- 2020 UM61
- 2020 UN61
- 2020 UO61
- 2020 UP61
- 2020 UQ61
- 2020 UR61
- 2020 US61
- 2020 UT61
- 2020 UU61
- 2020 UV61
- 2020 UW61
- 2020 UX61
- 2020 UY61
- 2020 UZ61
- 2020 UA62
- 2020 UB62
- 2020 UC62
- 2020 UD62
- 2020 UE62
- 2020 UF62
- 2020 UG62
- 2020 UH62
- 2020 UJ62
- 2020 UK62
- 2020 UL62
- 2020 UM62
- 2020 UN62
- 2020 UO62
- 2020 UP62
- 2020 UQ62
- 2020 UR62
- 2020 US62
- 2020 UT62
- 2020 UV62
- 2020 UW62
- 2020 UX62
- 2020 UY62
- 2020 UZ62
- 2020 UA63
- 2020 UB63
- 2020 UC63
- 2020 UE63
- 2020 UG63
- 2020 UH63
- 2020 UJ63
- 2020 UK63
- 2020 UL63
- 2020 UM63
- 2020 UN63
- 2020 UO63
- 2020 UP63
- 2020 UQ63
- 2020 UR63
- 2020 US63
- 2020 UT63
- 2020 UU63
- 2020 UV63
- 2020 UW63
- 2020 UX63
- 2020 UY63
- 2020 UZ63
- 2020 UA64
- 2020 UB64
- 2020 UC64
- 2020 UD64
- 2020 UE64
- 2020 UF64
- 2020 UG64
- 2020 UH64
- 2020 UJ64
- 2020 UK64
- 2020 UL64
- 2020 UM64
- 2020 UN64
- 2020 UO64
- 2020 UP64
- 2020 UQ64
- 2020 UR64
- 2020 US64
- 2020 UT64
- 2020 UU64
- 2020 UW64
- 2020 UX64
- 2020 UY64
- 2020 UZ64
- 2020 UA65
- 2020 UB65
- 2020 UC65
- 2020 UD65
- 2020 UE65
- 2020 UF65
- 2020 UG65
- 2020 UH65
- 2020 UJ65
- 2020 UK65
- 2020 UL65
- 2020 UM65
- 2020 UN65
- 2020 UO65
- 2020 UP65
- 2020 UQ65
- 2020 UR65
- 2020 US65
- 2020 UT65
- 2020 UU65
- 2020 UV65
- 2020 UW65
- 2020 UX65
- 2020 UY65
- 2020 UZ65
- 2020 UA66
- 2020 UB66
- 2020 UC66
- 2020 UD66
- 2020 UE66
- 2020 UF66
- 2020 UG66
- 2020 UH66
- 2020 UJ66
- 2020 UK66
- 2020 UL66
- 2020 UM66
- 2020 UN66
- 2020 UO66
- 2020 UP66
- 2020 UQ66
- 2020 US66
- 2020 UT66
- 2020 UU66
- 2020 UV66
- 2020 UW66
- 2020 UY66
- 2020 UZ66
- 2020 UA67
- 2020 UB67
- 2020 UC67
- 2020 UD67
- 2020 UE67
- 2020 UF67
- 2020 UG67
- 2020 UH67
- 2020 UJ67
- 2020 UK67
- 2020 UM67
- 2020 UN67
- 2020 UO67
- 2020 UP67
- 2020 UR67
- 2020 US67
- 2020 UT67
- 2020 UU67
- 2020 UV67
- 2020 UW67
- 2020 UX67
- 2020 UY67
- 2020 UZ67
- 2020 UA68
- 2020 UB68
- 2020 UC68
- 2020 UD68
- 2020 UE68
- 2020 UF68
- 2020 UG68
- 2020 UH68
- 2020 UJ68
- 2020 UK68
- 2020 UL68
- 2020 UM68
- 2020 UN68
- 2020 UO68
- 2020 UP68
- 2020 UQ68
- 2020 UR68
- 2020 US68
- 2020 UT68
- 2020 UU68
- 2020 UV68
- 2020 UW68
- 2020 UX68
- 2020 UY68
- 2020 UZ68
- 2020 UA69
- 2020 UB69
- 2020 UC69
- 2020 UD69
- 2020 UE69
- 2020 UF69
- 2020 UG69
- 2020 UH69
- 2020 UK69
- 2020 UL69
- 2020 UM69
- 2020 UN69
- 2020 UO69
- 2020 UP69
- 2020 UQ69
- 2020 UR69
- 2020 US69
- 2020 UT69
- 2020 UU69
- 2020 UV69
- 2020 UW69
- 2020 UX69
- 2020 UY69
- 2020 UZ69
- 2020 UA70
- 2020 UB70
- 2020 UC70
- 2020 UD70
- 2020 UE70
- 2020 UF70
- 2020 UG70
- 2020 UH70
- 2020 UJ70
- 2020 UK70
- 2020 UL70
- 2020 UM70
- 2020 UN70
- 2020 UO70
- 2020 UP70
- 2020 UQ70
- 2020 UR70
- 2020 US70
- 2020 UT70
- 2020 UU70
- 2020 UV70
- 2020 UW70
- 2020 UX70
- 2020 UY70
- 2020 UZ70
- 2020 UA71
- 2020 UB71
- 2020 UC71
- 2020 UD71
- 2020 UE71
- 2020 UF71
- 2020 UG71
- 2020 UH71
- 2020 UJ71
- 2020 UK71
- 2020 UL71
- 2020 UM71
- 2020 UN71
- 2020 UO71
- 2020 UP71
- 2020 UQ71
- 2020 UR71
- 2020 US71
- 2020 UT71
- 2020 UU71
- 2020 UV71
- 2020 UW71
- 2020 UX71
- 2020 UY71
- 2020 UZ71
- 2020 UA72
- 2020 UB72
- 2020 UC72
- 2020 UD72
- 2020 UE72
- 2020 UF72
- 2020 UG72
- 2020 UH72
- 2020 UJ72
- 2020 UK72
- 2020 UL72
- 2020 UM72
- 2020 UN72
- 2020 UP72
- 2020 UQ72
- 2020 UR72
- 2020 US72
- 2020 UT72
- 2020 UU72
- 2020 UV72
- 2020 UW72
- 2020 UX72
- 2020 UY72
- 2020 UZ72
- 2020 UA73
- 2020 UB73
- 2020 UC73
- 2020 UD73
- 2020 UE73
- 2020 UF73
- 2020 UG73
- 2020 UH73
- 2020 UJ73
- 2020 UK73
- 2020 UL73
- 2020 UM73
- 2020 UN73
- 2020 UO73
- 2020 UP73
- 2020 UQ73
- 2020 UR73
- 2020 US73
- 2020 UT73
- 2020 UU73
- 2020 UV73
- 2020 UW73
- 2020 UX73
- 2020 UY73
- 2020 UZ73
- 2020 UB74
- 2020 UC74
- 2020 UD74
- 2020 UE74
- 2020 UF74
- 2020 UG74
- 2020 UH74
- 2020 UJ74
- 2020 UK74
- 2020 UL74
- 2020 UM74
- 2020 UN74
- 2020 UO74
- 2020 UP74
- 2020 UQ74
- 2020 UR74
- 2020 US74
- 2020 UT74
- 2020 UU74
- 2020 UV74
- 2020 UW74
- 2020 UX74
- 2020 UY74
- 2020 UZ74
- 2020 UA75
- 2020 UB75
- 2020 UC75
- 2020 UD75
- 2020 UE75
- 2020 UF75
- 2020 UG75
- 2020 UH75
- 2020 UJ75
- 2020 UK75
- 2020 UL75
- 2020 UM75
- 2020 UN75
- 2020 UO75
- 2020 UP75
- 2020 UQ75
- 2020 UR75
- 2020 US75
- 2020 UT75
- 2020 UU75
- 2020 UV75
- 2020 UW75
- 2020 UX75
- 2020 UY75
- 2020 UZ75
- 2020 UA76
- 2020 UB76
- 2020 UC76
- 2020 UD76
- 2020 UE76
- 2020 UG76
- 2020 UH76
- 2020 UJ76
- 2020 UK76
- 2020 UL76
- 2020 UM76
- 2020 UN76
- 2020 UO76
- 2020 UP76
- 2020 UQ76
- 2020 UR76
- 2020 US76
- 2020 UT76
- 2020 UU76
- 2020 UV76
- 2020 UW76
- 2020 UX76
- 2020 UY76
- 2020 UZ76
- 2020 UA77
- 2020 UB77
- 2020 UC77
- 2020 UD77
- 2020 UE77
- 2020 UF77
- 2020 UG77
- 2020 UH77
- 2020 UJ77
- 2020 UK77
- 2020 UL77
- 2020 UM77
- 2020 UN77
- 2020 UO77
- 2020 UP77
- 2020 UQ77
- 2020 UR77
- 2020 UT77
- 2020 UV77
- 2020 UX77
- 2020 UY77
- 2020 UZ77
- 2020 UA78
- 2020 UB78
- 2020 UC78
- 2020 UD78
- 2020 UE78
- 2020 UF78
- 2020 UG78
- 2020 UH78
- 2020 UK78
- 2020 UL78
- 2020 UM78
- 2020 UN78
- 2020 UO78
- 2020 UP78
- 2020 UQ78
- 2020 UR78
- 2020 US78
- 2020 UT78
- 2020 UU78
- 2020 UV78
- 2020 UW78
- 2020 UX78
- 2020 UY78
- 2020 UZ78
- 2020 UA79
- 2020 UB79
- 2020 UC79
- 2020 UD79
- 2020 UE79
- 2020 UF79
- 2020 UG79
- 2020 UH79
- 2020 UJ79
- 2020 UK79
- 2020 UL79
- 2020 UM79
- 2020 UN79
- 2020 UO79
- 2020 UP79
- 2020 UQ79
- 2020 UR79
- 2020 US79
- 2020 UT79
- 2020 UU79
- 2020 UV79
- 2020 UW79
- 2020 UX79
- 2020 UY79
- 2020 UZ79
- 2020 UA80
- 2020 UB80
- 2020 UC80
- 2020 UD80
- 2020 UE80
- 2020 UF80
- 2020 UG80
- 2020 UH80
- 2020 UJ80
- 2020 UK80
- 2020 UL80
- 2020 UM80
- 2020 UN80
- 2020 UO80
- 2020 UP80
- 2020 UQ80
- 2020 UR80
- 2020 US80
- 2020 UT80
- 2020 UU80
- 2020 UV80
- 2020 UW80
- 2020 UX80
- 2020 UY80
- 2020 UZ80
- 2020 UA81
- 2020 UB81
- 2020 UC81
- 2020 UD81
- 2020 UE81
- 2020 UF81
- 2020 UG81
- 2020 UH81
- 2020 UJ81
- 2020 UK81
- 2020 UL81
- 2020 UM81
- 2020 UN81
- 2020 UO81
- 2020 UP81
- 2020 UQ81
- 2020 UR81
- 2020 US81
- 2020 UT81
- 2020 UU81
- 2020 UV81
- 2020 UW81
- 2020 UX81
- 2020 UY81
- 2020 UZ81
- 2020 UA82
- 2020 UB82
- 2020 UC82
- 2020 UD82
- 2020 UE82
- 2020 UF82
- 2020 UG82
- 2020 UH82
- 2020 UJ82
- 2020 UK82
- 2020 UL82
- 2020 UM82
- 2020 UN82
- 2020 UO82
- 2020 UP82
- 2020 UQ82
- 2020 UR82
- 2020 US82
- 2020 UT82
- 2020 UU82
- 2020 UV82
- 2020 UW82
- 2020 UX82
- 2020 UY82
- 2020 UZ82
- 2020 UA83
- 2020 UB83
- 2020 UC83
- 2020 UD83
- 2020 UE83
- 2020 UF83
- 2020 UG83
- 2020 UH83
- 2020 UJ83
- 2020 UK83
- 2020 UL83
- 2020 UM83
- 2020 UN83
- 2020 UO83
- 2020 UP83
- 2020 UQ83
- 2020 UR83
- 2020 US83
- 2020 UT83
- 2020 UU83
- 2020 UV83
- 2020 UW83
- 2020 UX83
- 2020 UY83
- 2020 UZ83
- 2020 UA84
- 2020 UB84
- 2020 UC84
- 2020 UD84
- 2020 UE84
- 2020 UF84
- 2020 UG84
- 2020 UH84
- 2020 UJ84
- 2020 UK84
- 2020 UL84
- 2020 UM84
- 2020 UN84
- 2020 UO84
- 2020 UP84
- 2020 UQ84
- 2020 UR84
- 2020 US84
- 2020 UT84
- 2020 UU84
- 2020 UV84
- 2020 UW84
- 2020 UX84
- 2020 UY84
- 2020 UZ84
- 2020 UA85
- 2020 UB85
- 2020 UC85
- 2020 UD85
- 2020 UE85
- 2020 UF85
- 2020 UG85
- 2020 UH85
- 2020 UJ85
- 2020 UK85
- 2020 UL85
- 2020 UM85
- 2020 UN85
- 2020 UO85
- 2020 UP85
- 2020 UQ85
- 2020 UR85
- 2020 US85
- 2020 UT85
- 2020 UU85
- 2020 UV85
- 2020 UW85
- 2020 UX85
- 2020 UY85
- 2020 UZ85
- 2020 UA86
- 2020 UB86
- 2020 UC86
- 2020 UD86
- 2020 UE86
- 2020 UF86
- 2020 UG86
- 2020 UH86
- 2020 UJ86
- 2020 UK86
- 2020 UL86
- 2020 UM86
- 2020 UN86
- 2020 UQ86
- 2020 UR86
- 2020 US86
- 2020 UT86
- 2020 UU86
- 2020 UV86
- 2020 UW86
- 2020 UX86
- 2020 UY86
- 2020 UZ86
- 2020 UA87
- 2020 UB87
- 2020 UD87
- 2020 UE87
- 2020 UF87
- 2020 UG87
- 2020 UH87
- 2020 UJ87
- 2020 UK87
- 2020 UL87
- 2020 UM87
- 2020 UN87
- 2020 UO87
- 2020 UP87
- 2020 UQ87
- 2020 UR87
- 2020 US87
- 2020 UT87
- 2020 UU87
- 2020 UV87
- 2020 UW87
- 2020 UX87
- 2020 UY87
- 2020 UZ87
- 2020 UB88
- 2020 UC88
- 2020 UD88
- 2020 UE88
- 2020 UF88
- 2020 UG88
- 2020 UH88
- 2020 UJ88
- 2020 UK88
- 2020 UL88
- 2020 UM88
- 2020 UN88
- 2020 UO88
- 2020 UP88
- 2020 UQ88
- 2020 UR88
- 2020 US88
- 2020 UT88
- 2020 UU88
- 2020 UV88
- 2020 UW88
- 2020 UX88
- 2020 UY88
- 2020 UZ88
- 2020 UA89
- 2020 UB89
- 2020 UC89
- 2020 UD89
- 2020 UE89
- 2020 UF89
- 2020 UG89
- 2020 UH89
- 2020 UJ89
- 2020 UK89
- 2020 UL89
- 2020 UM89
- 2020 UN89
- 2020 UO89
- 2020 UP89
- 2020 UQ89
- 2020 UR89
- 2020 US89
- 2020 UT89
- 2020 UU89
- 2020 UV89
- 2020 UW89
- 2020 UX89
- 2020 UY89
- 2020 UZ89
- 2020 UA90
- 2020 UB90
- 2020 UC90
- 2020 UD90
- 2020 UE90
- 2020 UF90
- 2020 UG90
- 2020 UH90
- 2020 UJ90
- 2020 UK90
- 2020 UL90
- 2020 UM90
- 2020 UN90
- 2020 UO90
- 2020 UP90
- 2020 UQ90
- 2020 UR90
- 2020 US90
- 2020 UT90
- 2020 UU90
- 2020 UV90
- 2020 UW90
- 2020 UX90
- 2020 UY90
- 2020 UZ90
- 2020 UA91
- 2020 UB91
- 2020 UC91
- 2020 UD91
- 2020 UE91
- 2020 UF91
- 2020 UG91
- 2020 UH91
- 2020 UJ91
- 2020 UK91
- 2020 UL91
- 2020 UM91
- 2020 UN91